# Église Saint-Germain-de-Paris d'Hardricourt
Pour les articles homonymes, voir Église Saint-Germain.
L'église Saint-Germain-de-Paris est une église catholique paroissiale, située à Hardricourt, dans les Yvelines, en France. C'est un édifice de dimensions restreintes, qui s'organise autour d'un noyau de deux travées de style roman tardif du second quart du XIIe siècle, non visibles depuis l'extérieur. L'une est la base du clocher, l'autre la première travée du chœur. Elles possèdent deux parmi les voûtes d'ogives les plus anciennes du Vexin français, qui affichent déjà un tracé en tiers-point assez prononcé. Les deux chapelles latérales et l'abside au chevet en hémicycle ont perdu tout caractère depuis leur reconstruction à l'époque moderne. La nef unique est également de faible intérêt, mais possède néanmoins une belle charpente lambrissée, et quatre grandes arcades bouchées au nord, qui datent également du second quart du XIIe siècle, et constituent les derniers vestiges de l'ancien bas-côté nord. Leur valeur archéologique réside dans le fait qu'elles représentent l'une des premières occurrences de grandes arcades retombant sur des piliers monocylindriques isolés, qui deviendront caractéristiques de très nombreuses églises gothiques de la région. L'élément le plus remarquable de l'église est toutefois son clocher roman, qui est une construction élégante et soignée, coiffée d'une flèche de pierre élancée un peu plus tardif. Seul le clocher a été classé monument historique par liste de 1875. Hardricourt est aujourd'hui affilié à la paroisse de Meulan, et les messes dominicales y sont célébrées un dimanche sur cinq à 9 h.

## Localisation

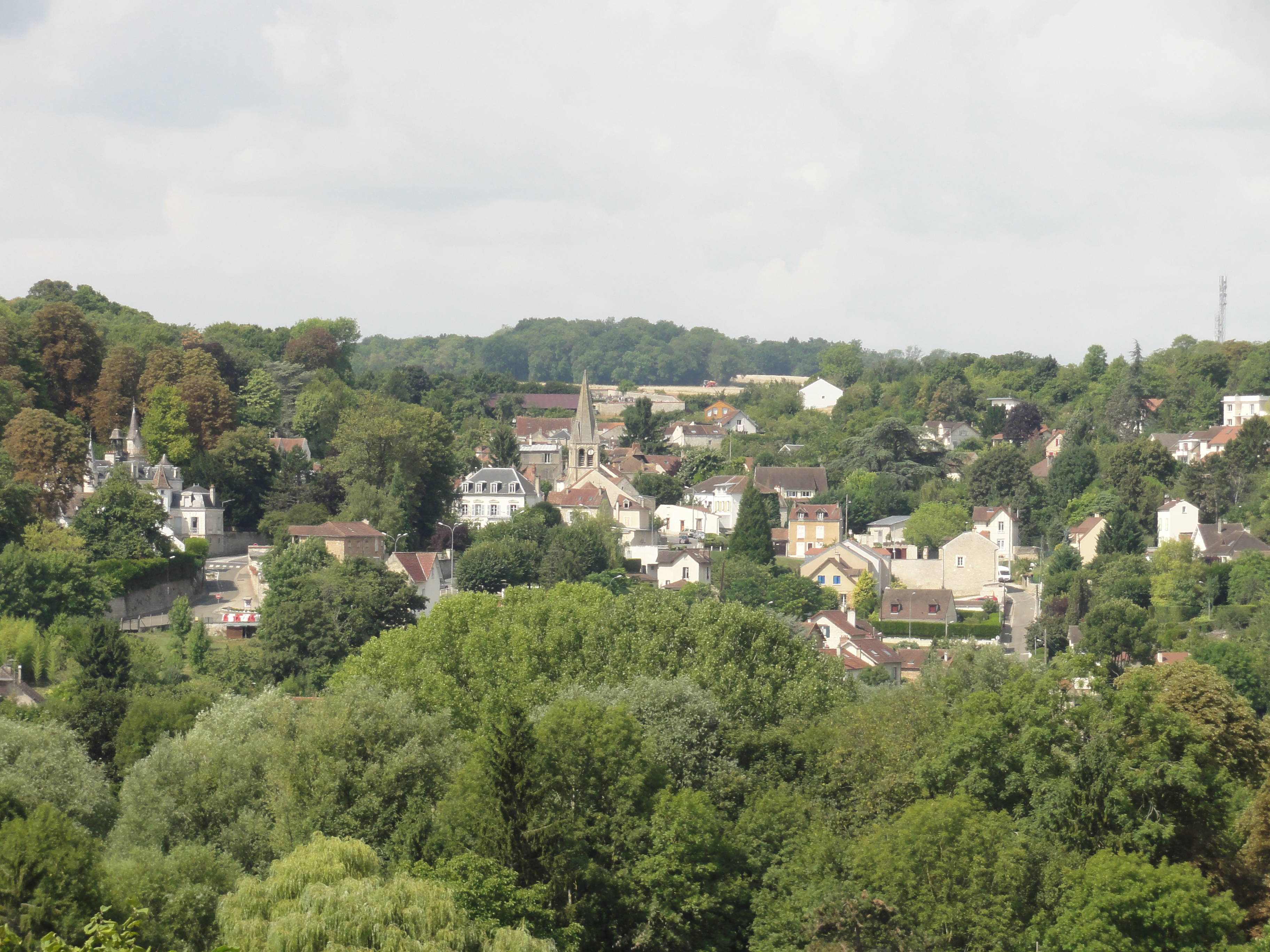
Vue sur l'église depuis les abords de l'église de Meulan, à travers la vallée de la Montcient.

L'église Saint-Germain-de-Paris est située en France, en région Île-de-France et dans le département des Yvelines, dans le Vexin français, près de la rive droite de la Seine et à la fin de la vallée de la Montcient, sur la commune de Hardricourt. Elle est implantée au milieu du bourg ancien, composé de quelques maisons seulement, sur le coteau qui descend, depuis le plateau du Vexin, vers la vallée de la Montcient, en direction de l'est. De cette manière, l'église fait directement face à l'église Saint-Nicolas de Meulan, qui est implantée de manière analogue sur le coteau opposé, et éloignée d'un kilomètre seulement à vol d'oiseau. Devant la façade occidentale de l'église, qui est précédée d'un petit parvis, la rue de la Chesnaye arrive depuis l'ouest, puis se divise en deux branches, dont l'une passe derrière l'église au nord, nommée rue Émile-Drouville, et dont l'autre passe devant l'élévation méridionale, nommée rue Guillaume-de-Beaumont. En passant directement devant le chevet, la très courte rue Saint-Germain relie entre elles les deux rues qui prennent l'église en fourchette. L'édifice est ainsi entièrement dégagée de toute construction mitoyenne, et l'on peut en faire le tour, mais du fait de l'étroitesse des voies, seule la façade occidentale est bien dégagée.

## Historique

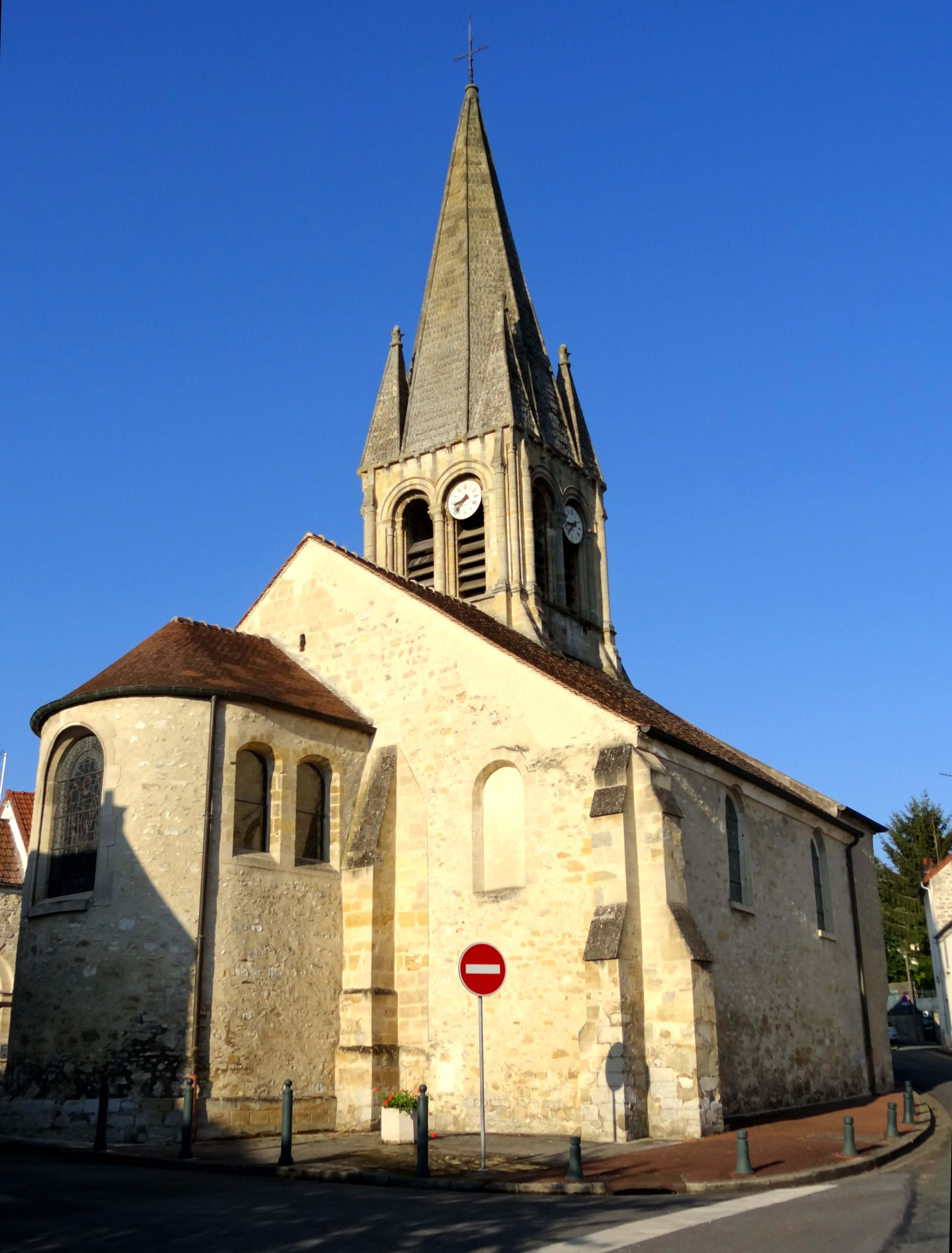
Vue depuis le nord-est.

Sous l'Ancien Régime, Hardricourt relève de l'archidiocèse de Rouen, de l'archidiaconé du Vexin français avec siège à Pontoise, et du doyenné de Magny-en-Vexin. Le collateur de la cure est l'abbaye Notre-Dame du Bec. L'on ignore la date de fondation de la paroisse, dont l'église est placée sous le vocable de saint Germain de Paris. Ses caractéristiques architecturaux permettent une datation du second quart du XIIe siècle de ses parties les plus anciennes, à savoir les quatre grandes arcades bouchées au nord de la nef ; la base du clocher ; la première travée du chœur ; et le clocher jusqu'à l'étage de beffroi. Ces parties sont de style roman tardif, mais annoncent déjà le gothique par les piliers cylindriques isolés des grandes arcades et les voûtes d'ogives des parties orientales. De quelques décennies plus récente est la flèche de pierre du clocher, que l'on peut rattacher à la première période gothique.

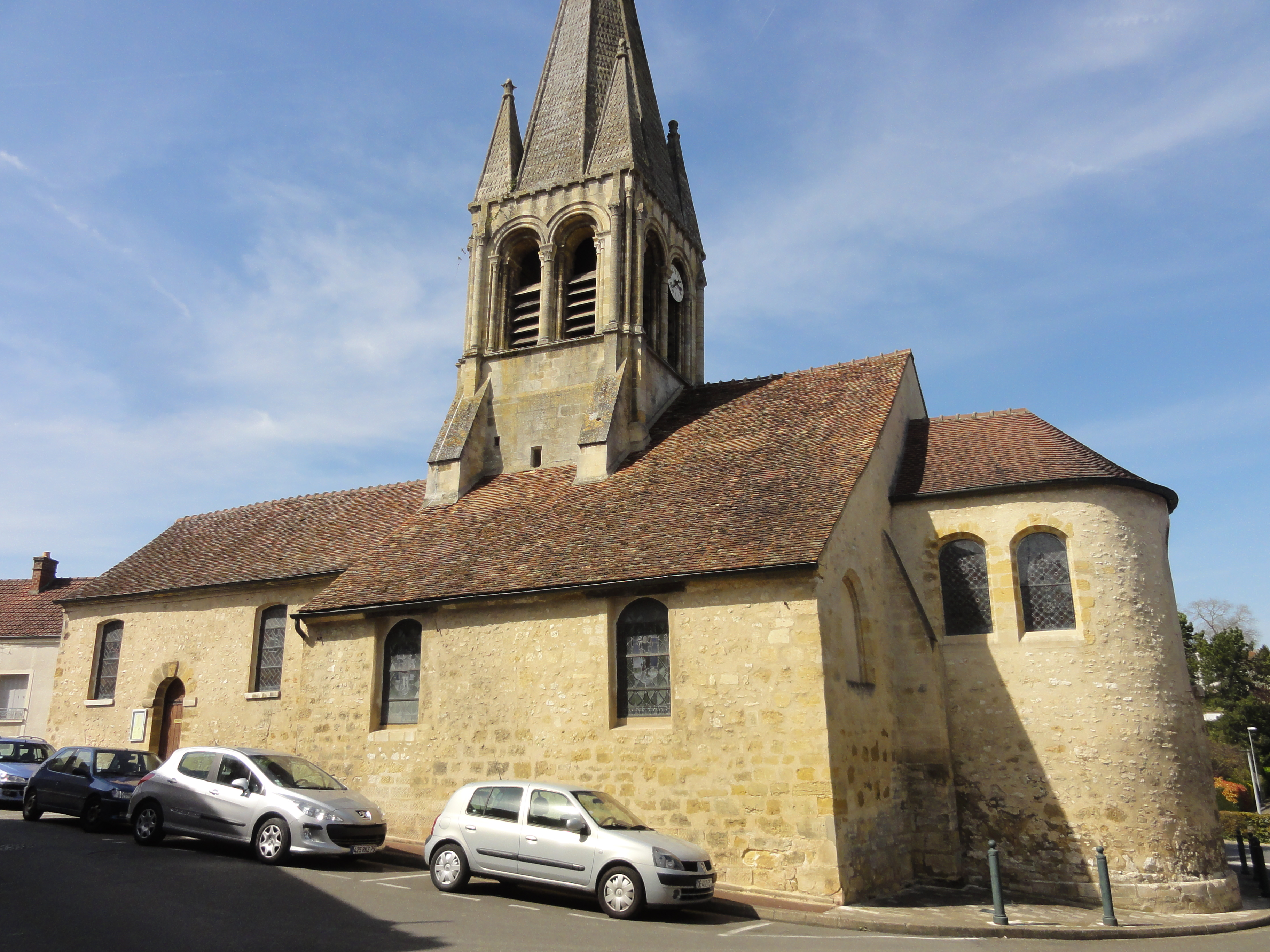
Vue depuis le sud-est.

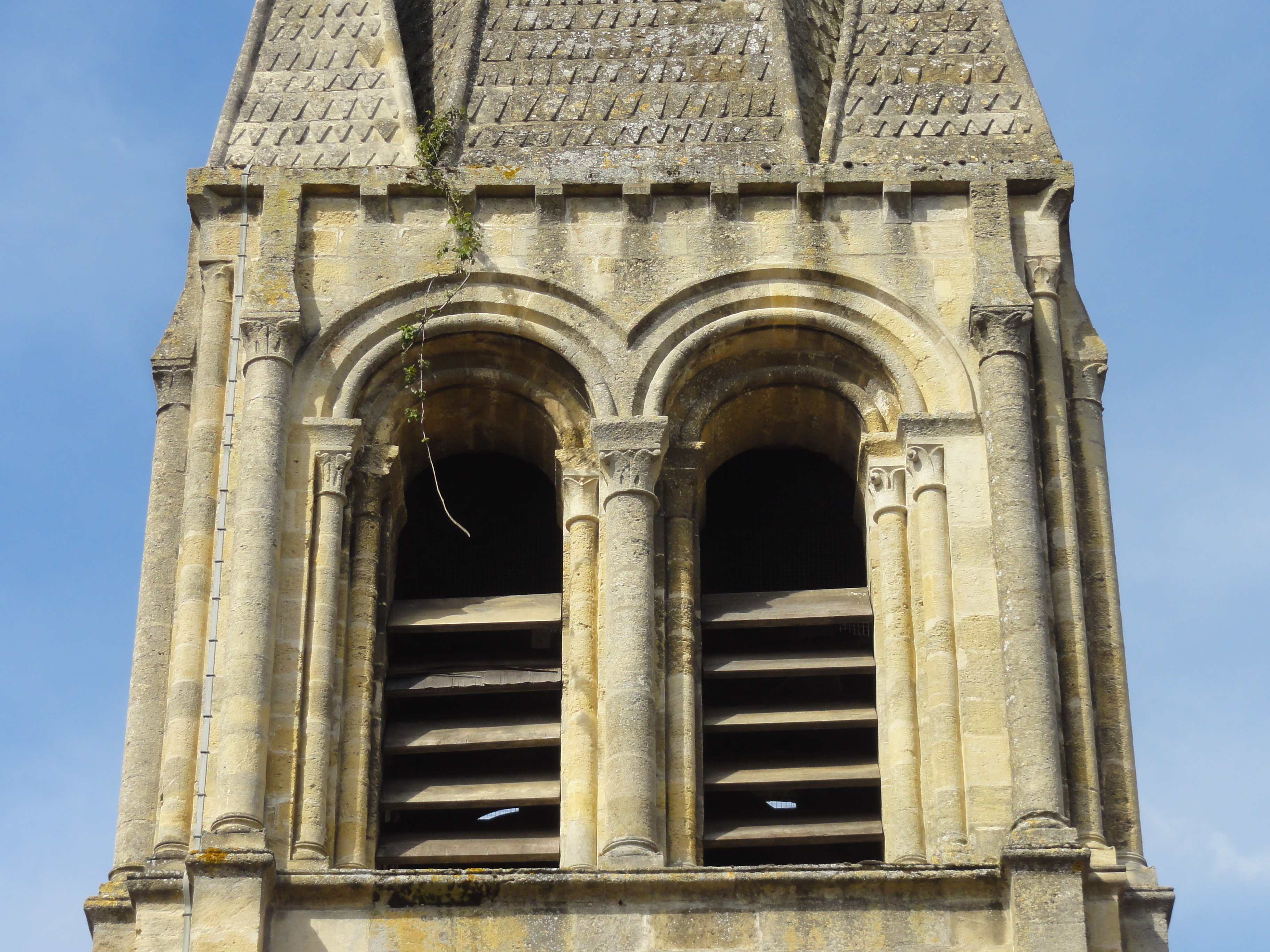
Clocher, étage de beffroi.

Par la suite, l'église est agrandie par l'adjonction de deux chapelles de deux travées au nord et au sud de la base du clocher et de la première travée du chœur. La forme en tiers-point des arcades qui établissent l'intercommunication indique la période gothique, mais leur caractère rustique ne fournit aucun renseignement précis sur leur date. Dans l'angle sud-ouest de la première travée de la chapelle du nord, le départ d'ogive, dont le profil accuse un filet entre deux tores, indique la première période gothique. À l'extérieur, les deux contreforts à ressauts à l'angle nord-est sont également typiques de la première période gothique. Sauf pour les clochers, les contreforts plats règnent à la période romane. L'existence des contreforts prouve par ailleurs qu'au moins la chapelle du nord comptait d'emblée deux travées. Eugène Lefèvre-Pontalis pense que la chapelle du sud soit bien postérieure, car « il est facile de constater que les contreforts du clocher, aujourd'hui engagés dans l'intérieur de l'église, se trouvaient autrefois en dehors du monument ». C'est incontestable, mais ne s'oppose pas à l'idée que les deux chapelles soient contemporaines, si l'on admettait qu'elles ont été ajoutées après coup toutes les deux. Pour la datation de la chapelle du sud dans son état primitif, l'auteur se fie à une inscription qu'il a relevée sur une pierre encastrée dans un mur, « L'an mil v cents et IX le seco[n]d jour de may fut dédiée ceste église ». Aucune autre trace visible en élévation ne subsiste de cette chapelle.
Quoi qu'il en soit, la nouvelle dédicace du 2 mai 1509 marque sans aucun doute la fin des travaux de reconstruction après la période trouble de la guerre de Cent Ans. Dans ce contexte, l'arc-doubleau à l'intersection des deux travées voûtées d'ogives est refait, et les supports dans les angles de la première travée du chœur sont consolidés sans égards pour l'architecture d'origine. Plusieurs colonnettes à chapiteaux disparaissent ainsi. Une piscine liturgique est aménagée dans la face nord-ouest du pilier de l'entrée de l'abside, à droite. Selon Lefèvre-Pontalis, son style indique le XVe siècle. Hormis cette piscine, cette campagne de travaux n'a laissé aucun vestige bien caractérisé visible en élévation. La raison est une seconde campagne de reconstruction de grande envergure, que l'on peut situer au XVIIIe siècle, voire au début du XIXe siècle, par les fenêtres en anse de panier de la nef et de l'abside, et les moulures qui ornent le plafond plat de la chapelle du nord. Concrètement, la chapelle du sud et la nef sont démolies et remplacées par des constructions sans caractère, en ne préservant que l'élévation nord de la nef. Sa charpente apparente a été dissimulée sous un plafond plat. La chapelle du nord et l'abside potentiellement romane perdent tout caractère. Le clocher conserve tout son intérêt. En tant que « bon spécimen de l'architecture de ce grand siècle du Moyen Âge où les monuments réunissaient, d'une façon si précise, lès conditions de la beauté à celles de la durée » (Eugène Lefèvre-Pontalis),, il est classé monument historique par liste de 1875. Depuis, l'église a été restaurée, et la charpente lambrissée de la nef a été rendue de nouveau visible. Rattachée au diocèse de Versailles depuis la Révolution française, Hardricourt est aujourd'hui affilié à la paroisse de Meulan ou secteur pastoral de la Rive Droite de la Seine, et les messes dominicales y sont célébrées un dimanche sur cinq à 9 h.

## Description

Plan de l'église.

### Aperçu général
Régulièrement orientée, l'église répond à un plan presque symétrique assez simple. Elle se compose d'une nef unique recouverte d'une charpente lambrissée ; d'une base de clocher et d'une travée de chœur voûtées d'ogives ; d'une abside simplement plafonnée terminée par un chevet en hémicycle ; et de deux chapelles rectangulaires de deux travées accompagnant les deux travées voûtées. Les deux sont à plafond plat. Celle du sud est plus étroite. Sa première travée abrite la sacristie, et est séparée du reste de l'église par des cloisons en bois. L'on accède à l'église par le portail occidental, ou par le portail latéral sud de la nef. Les trois vaisseaux de l'église sont munies d'une toiture commune à deux rampants, qui n'épargne que l'abside, et l'extrémité occidentale de la chapelle du nord, qui est pourvue d'un toit à croupes. Le clocher est coiffé d'une flèche de pierre sur plan octogonal.

### Nef

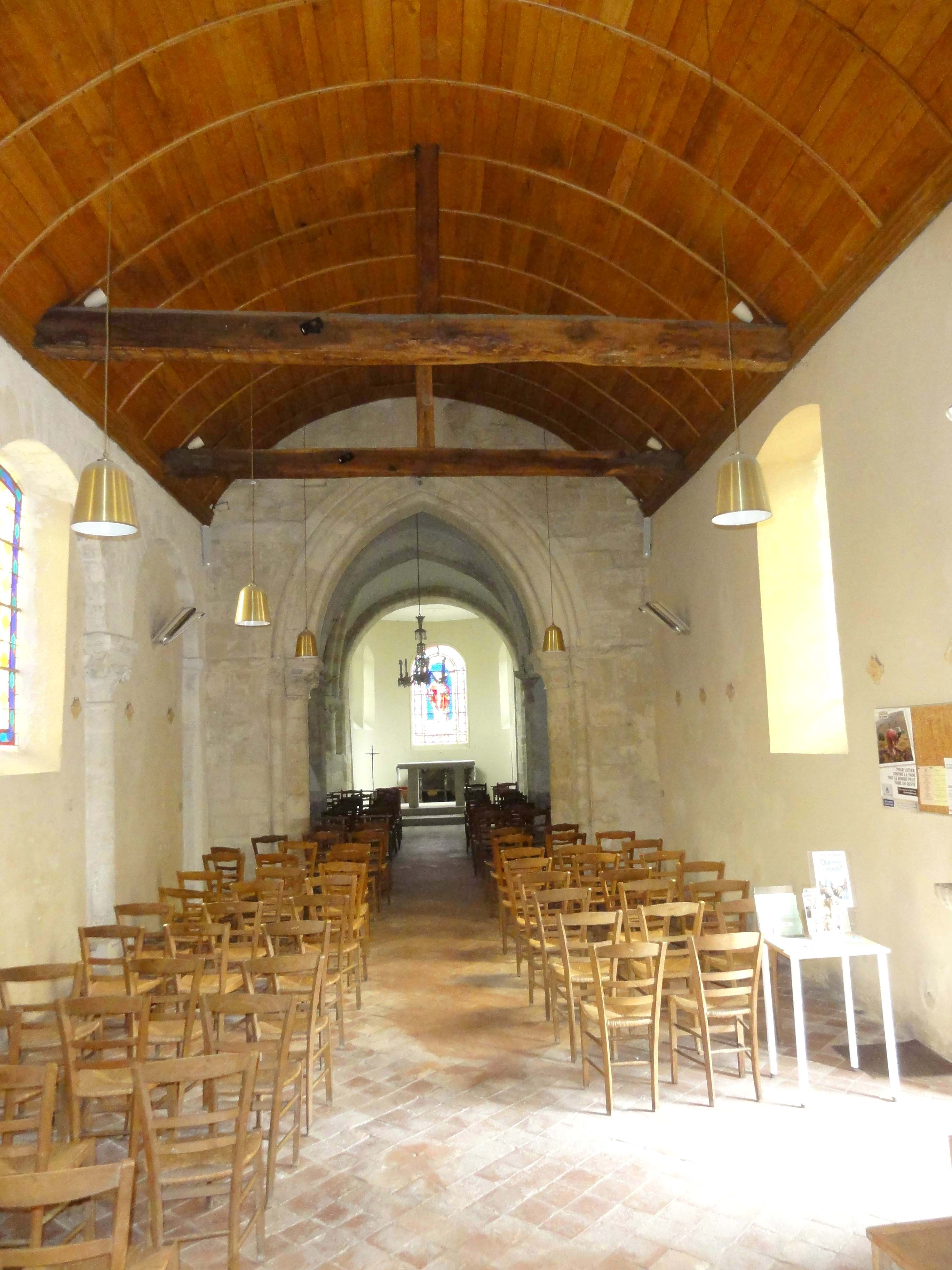
Nef, vue vers l'est.

La nef est une simple salle rectangulaire, qui séduit néanmoins par la vue dans le sanctuaire qu'elle offre du côté est, et par sa belle charpente en carène renversée lambrissée, de sorte à former une voûte en berceau en cintre surbaissé. De tels lambris se trouvent également à Bailleval, Frouville, Gonesse, Labbeville, Mogneville. Tout sauf rares au XVIe siècle, ils deviennent souvent les victimes du changement des goûts par la suite, et sont recouverts de plâtre pour suggérer des voûtes en pierre à la période classique, ou remplacés par des voûtes néo-gothiques au XIXe siècle. Seuls les trois entraits avec leurs poinçons sont visibles de la charpente proprement dite. Assez discrètes se font les grandes arcades bouchées au nord, mais elles sont toujours bien visibles et parfaitement conservées. L'on peut conjecturer qu'elles avaient leurs pendants au sud, mais dans les églises gothiques non voûtées dans le milieu rural, la symétrie n'est pas non plus systématique, comme le montrent Bailleval, Le Perchay, Ronquerolles. Ce n'est pas rare non plus qu'un bas-côté soit démoli en raison de son délabrement, notamment aux XVIIIe et XIXe siècles, comme par exemple à Breuil-le-Vert Clairoix, Cramoisy, Heilles, Mogneville, Rieux. Les arcades ne sont pas moulurées. Elles retombent sur des tailloirs carrés profilés d'une plate-bande, d'un listel, d'un tore et d'un cavet en forme de doucine. Ceux-ci sont engagés dans le mur au début et à la fin des arcades, et forment corps avec des chapiteaux sculptés de feuilles d'eau à l'intersection des travées. Ces chapiteaux évoquent la nef de Tessancourt-sur-Aubette et le rond-point de l'abside de Meulan. Les fûts de colonnette de ces chapiteaux sont assez minces, et non monolithiques comme on pourrait le penser, mais appareillés. Les bases affichent un petit et un gros tore aplatis, et sont flanquées de griffes aux angles. Eugène Lefèvre-Pontalis souligne qu'il doit s'agir de l'un des tout premiers emplois des piliers cylindriques isolés pour les grandes arcades, qui retombent généralement sur des piliers rectangulaires, cruciformes ou cantonnés de colonnettes à l'époque de construction. À peine plus jeunes sont les arcades semblables de Tessancourt. Aujourd'hui, les murs qui bouchent la première et la troisième arcade sont ajourés d'une fenêtre en anse de panier, et des fenêtres semblables leur font face au sud, de part et d'autre de l'ébrasement rectangulaire du portail latéral en plein cintre situé dans la deuxième travée.

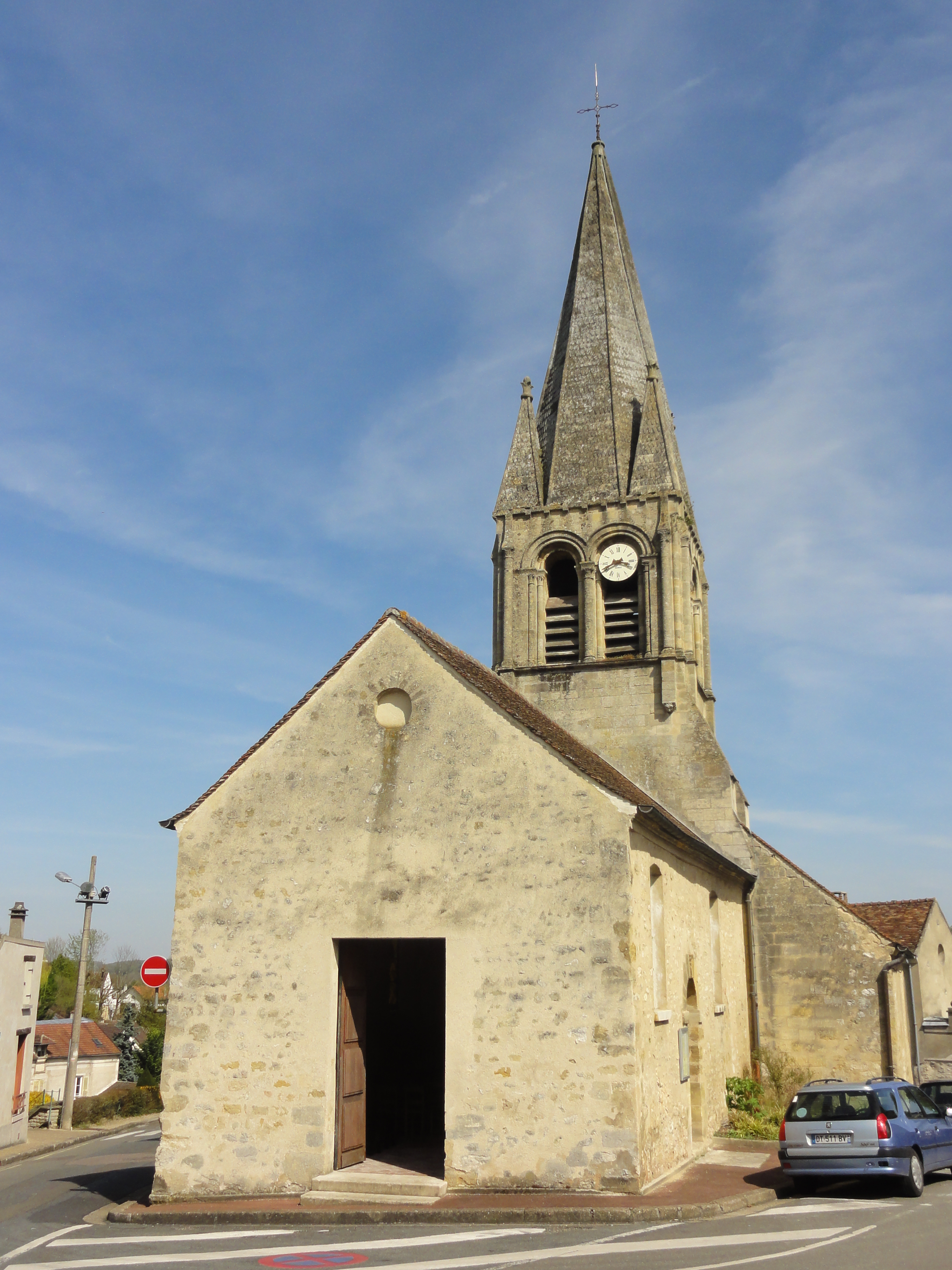
Façade occidentale.
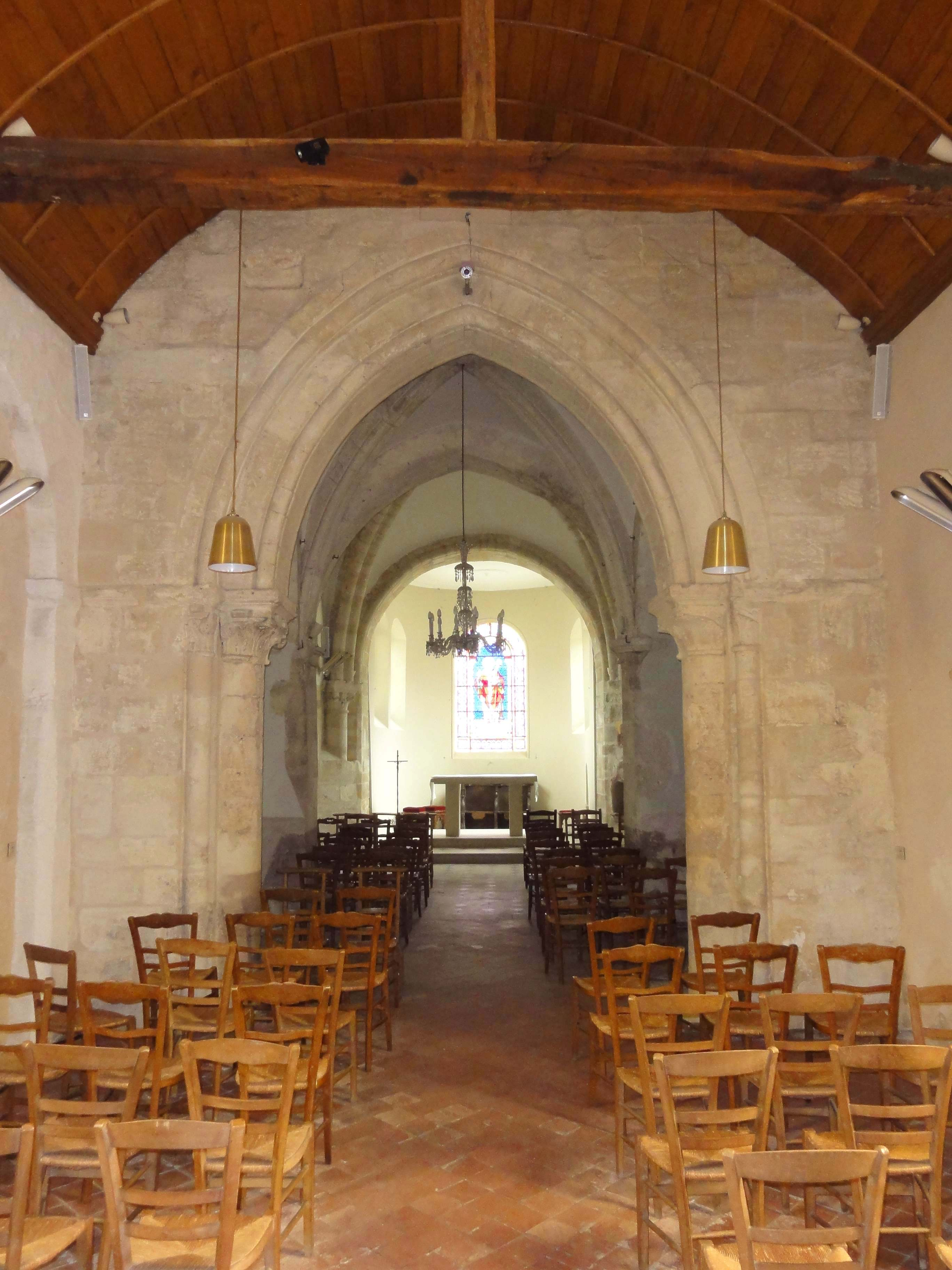
Vue vers l'est dans la base du clocher.
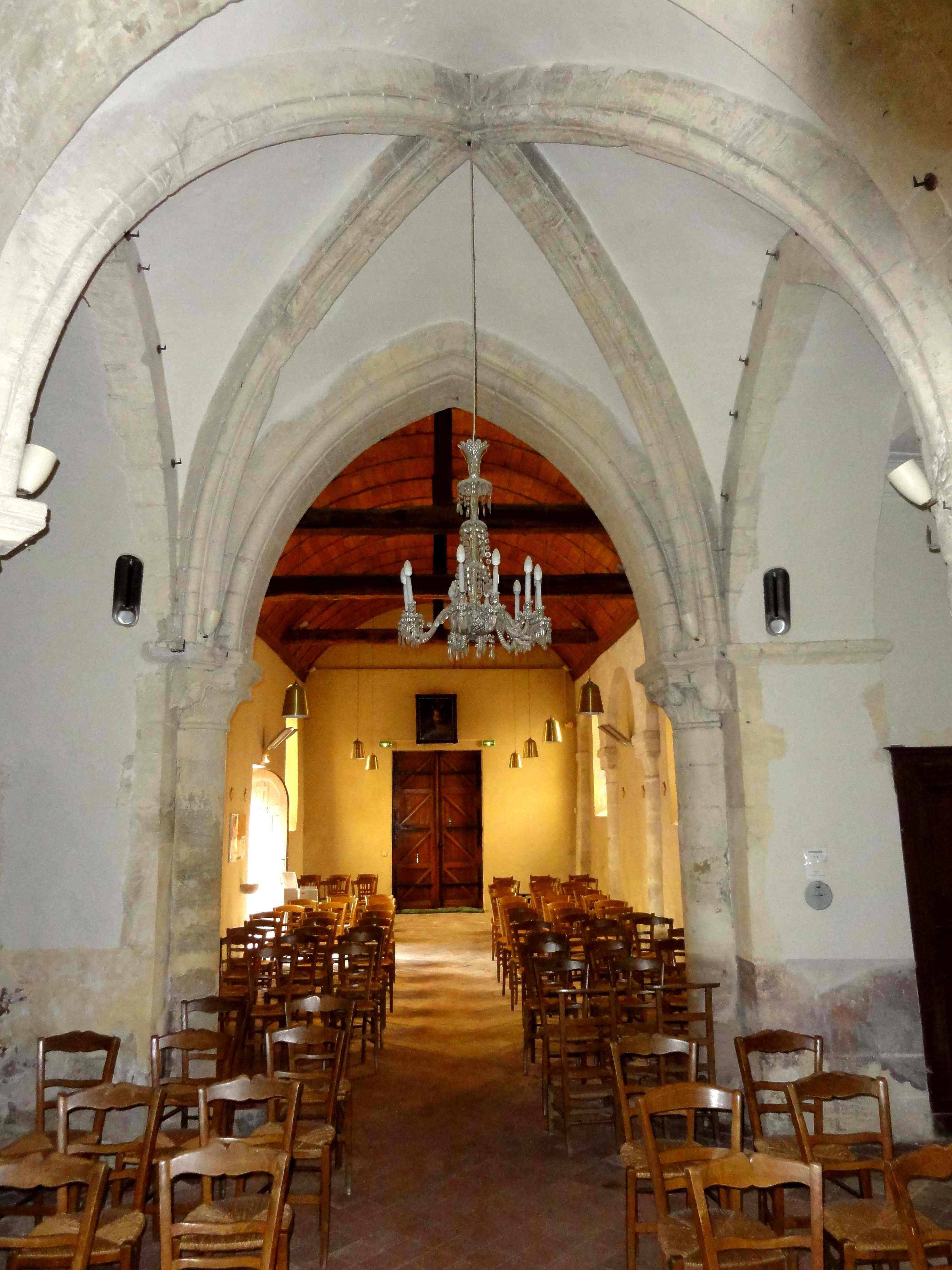
Vue depuis la base du clocher.
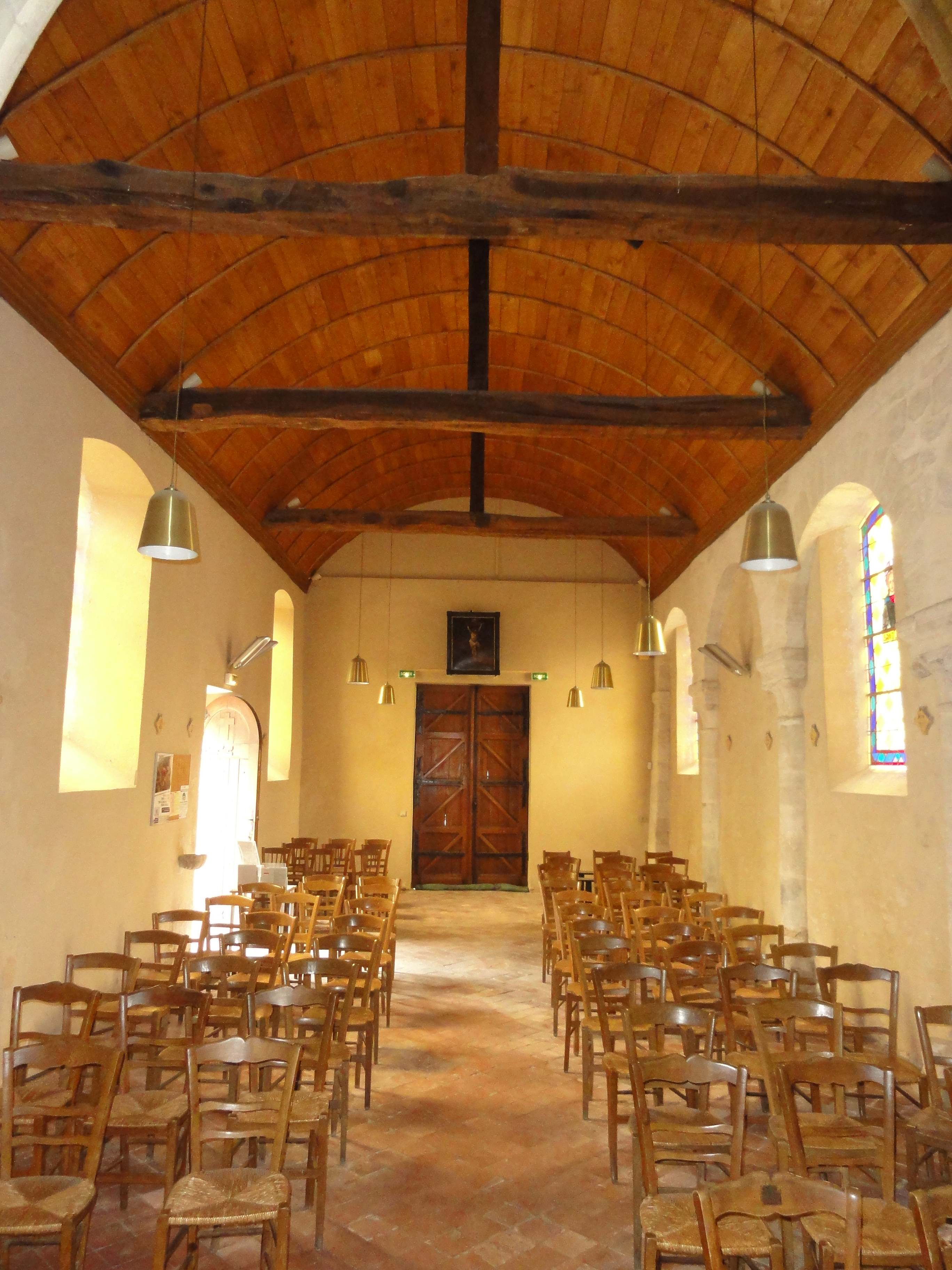
Vue vers l'ouest.
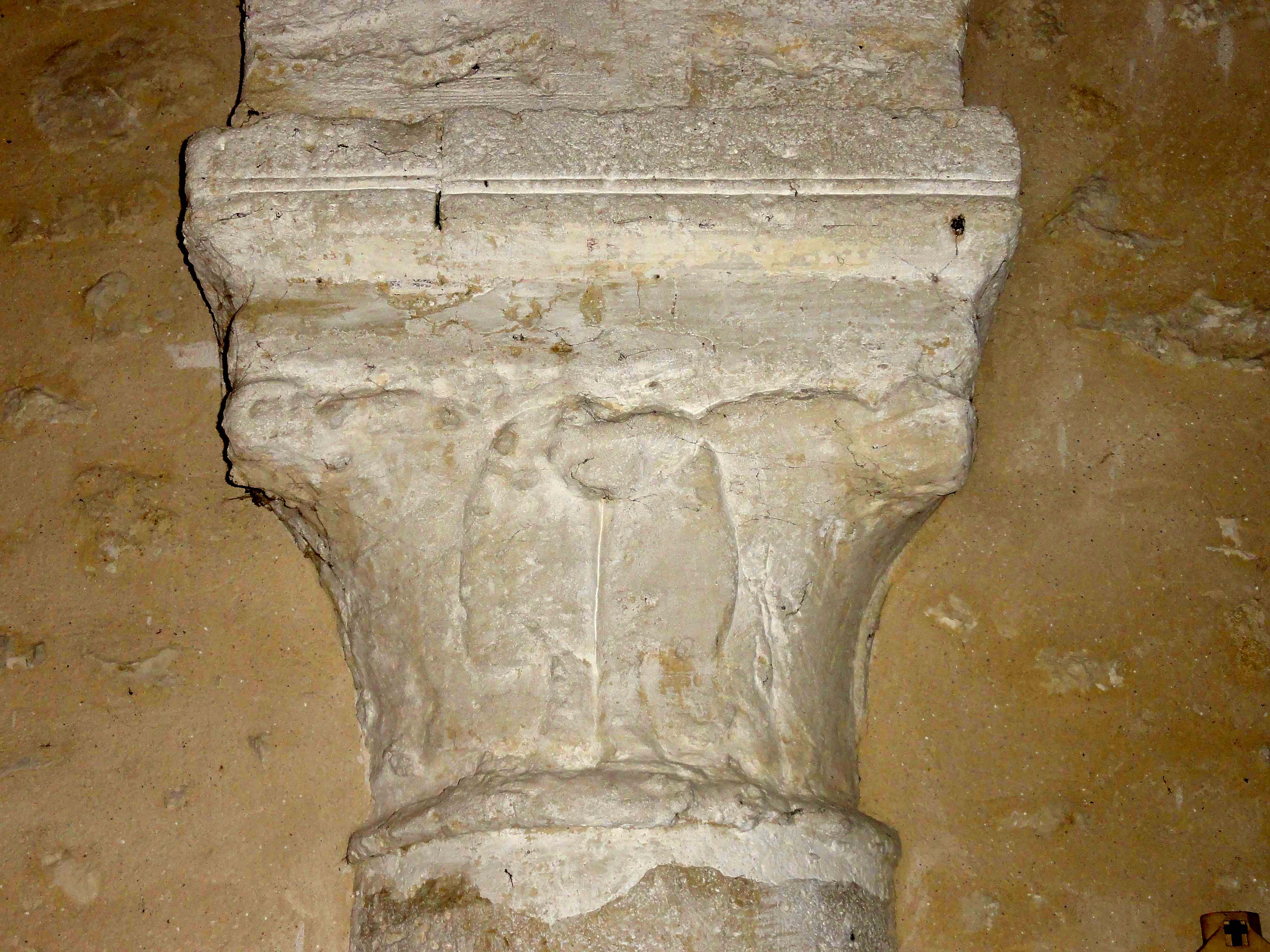
Chapiteau des grandes arcades bouchées.

### Base du clocher

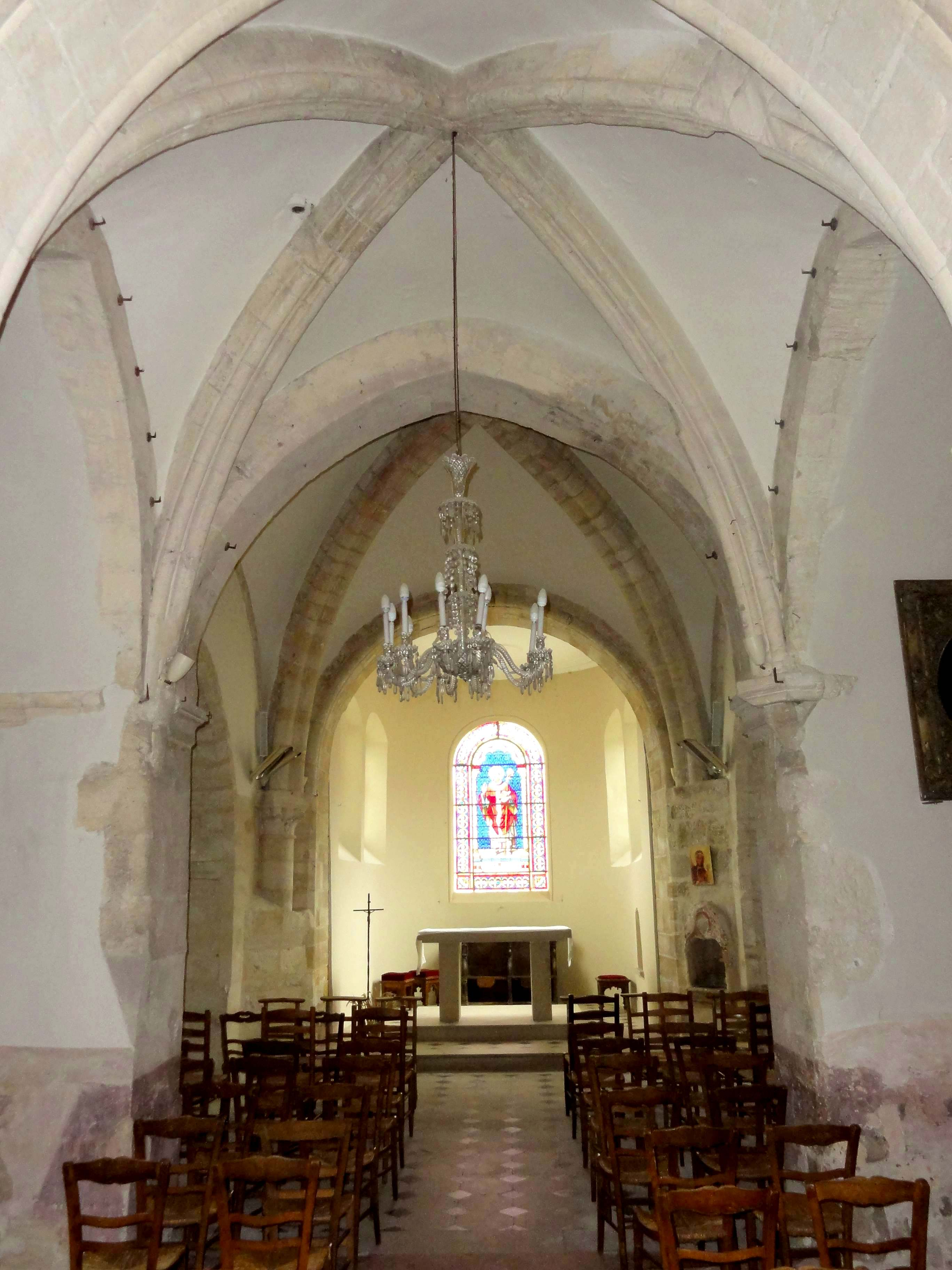
Base du clocher, vue vers l'est dans le sanctuaire.

Depuis la nef, la base du clocher s'ouvre par un arc-doubleau à double rouleau, dont le rang de claveaux supérieur est mouluré d'un tore de chaque côté, et le rang de claveaux inférieur, d'un méplat entre deux tores. Du côté ouest seulement, le rang de claveaux supérieur retombe sur les tailloirs carrés de deux fines colonnettes à chapiteaux logées dans des angles rentrants. Le rang de claveaux inférieur retombe sur les tailloirs rectangulaires de deux colonnes engagées. Les tailloirs accusent le même profil que sur les grandes arcades de la nef. Sur les gros chapiteaux, l'intervalle entre le tailloir et la corbeille du chapiteau est excavé, sauf près des angles, ce qui suggère que le tailloir repose sur deux billettes. Cette disposition, assez fréquente, se trouve aussi à Juziers et Limay. Les chapiteaux sont sculptés de feuilles d'acanthe d'un bon niveau, d'un type que l'on trouve aussi au Bellay-en-Vexin, à Juziers, Lavilletertre, Limay, Wy-dit-Joli-Village. Les bases, qui se situaient longtemps en dessous du niveau du sol, ont été dégagées, mais sont fortement érodées. Le tore supérieur du doubleau qui regarde vers l'intérieur de la travée n'a jamais disposé de supports, car les ogives sont reçues sur des lampes, qui sont situés si près des gros chapiteaux que des colonnettes supplémentaires n'auraient pas trouvé leur place. Pour un voûtement d'ogives projeté dès le départ, les culs-de-lampe sont rares à la période romane. L'on ne peut donc pas exclure qu'un voûtement en berceau ou voûtement d'arêtes était prévu au moment du lancement du chantier. Les culs-de-lampe, implantés à 45° face aux ogives, ont des tailloirs du même profil que les chapiteaux. Celui dans l'angle nord-est a disparu, et deux autres ont perdu leur sculpture, mais celui dans l'angle nord-ouest affiche un atlante. On en trouve à la période romane tardive à Bury, Cambronne-lès-Clermont, Saint-Étienne de Beauvais, Lavilletertre.
La voûte est légèrement bombée, comme c'est la règle à la période du premier voûtement d'ogives, et dépourvue de formerets. En revanche, ses arcs d'inscription sont déjà en tiers-point. Ses ogives, assez larges, ne mesurent pas moins de 40 cm d'épaisseur, et affichent un filet entre deux tores. La clé de voûte est ornée d'une minuscule rosace toute simple. Cette voûte, ainsi que la suivante, évoquent l'ancien chœur à peu près contemporain de Limay, et appartiennent à la petite série des voûtes d'ogives romanes, antérieures au milieu du XIIe siècle, du Vexin français, au même titre que ses homologues de la nef et des bas-côtés de Lavilletertre, du bas-côté nord de Saint-Clair-sur-Epte ; des bases des clochers de Cergy, Courcelles-sur-Viosne, Frouville, Nesles-la-Vallée ; et du chœur de Delincourt. À l'est, la voûte est délimitée par un doubleau aux mêmes dimensions que le rouleau supérieur du doubleau vers la nef, qui est à simple rouleau vers la base du clocher, mais à double rouleau vers le sanctuaire. Aucun des deux rangs de claveaux n'est mouluré. Ils sont également dépourvus de colonnettes à chapiteaux, mais les piédroits sont munis d'impostes au profil d'une plate-bande, d'un filet et d'un cavet. Malgré la ressemblance avec le profil des tailloirs du second quart du XIIe siècle, ils devraient dater de la période flamboyante. Ce doubleau a donc été refait. Les arcades vers les croisillons sont pratiquement analogues, mais anormalement larges. L'arcade vers la chapelle du nord retombe sur des tablettes biseautées.

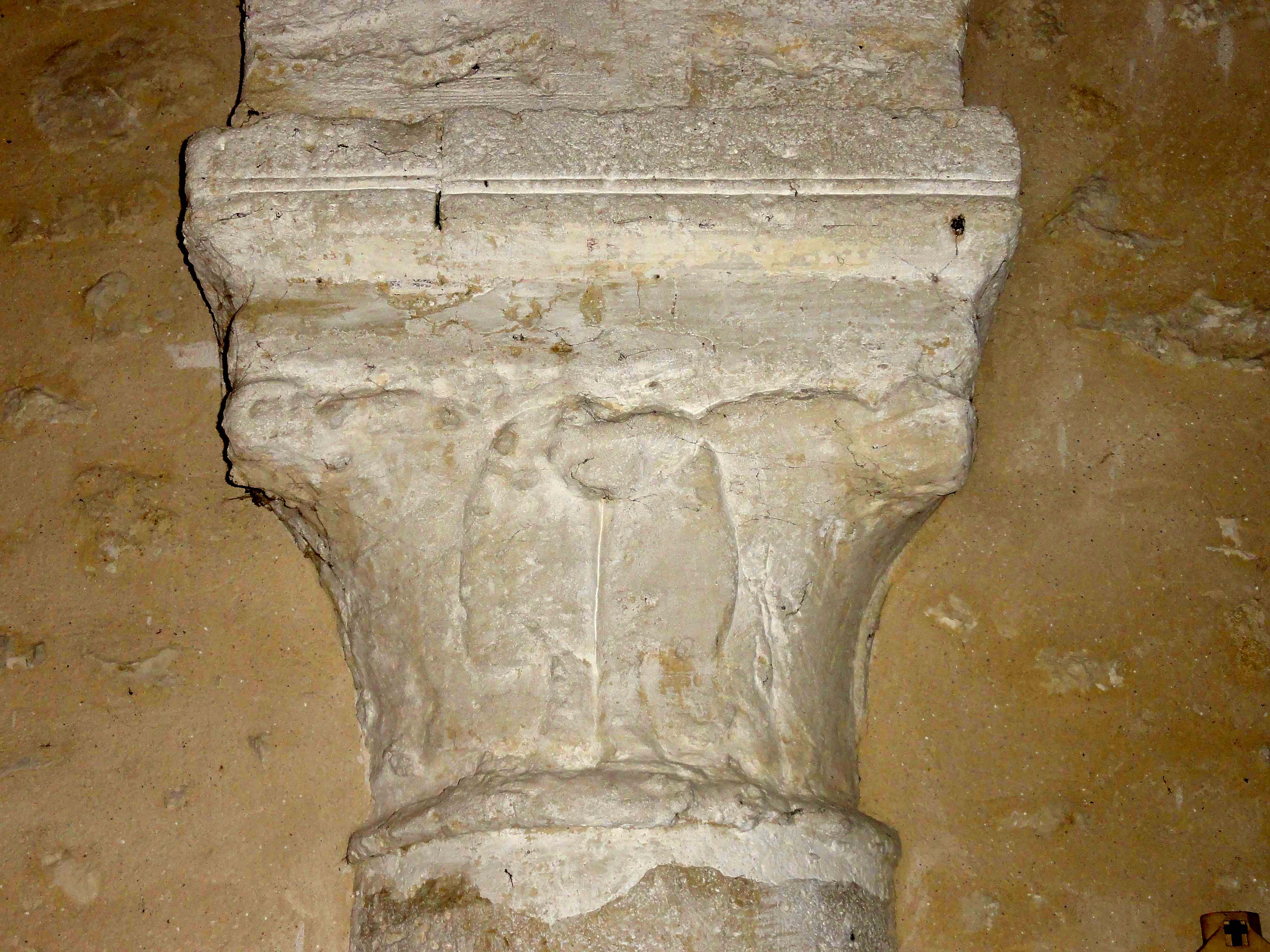
Chapiteau de la nef.
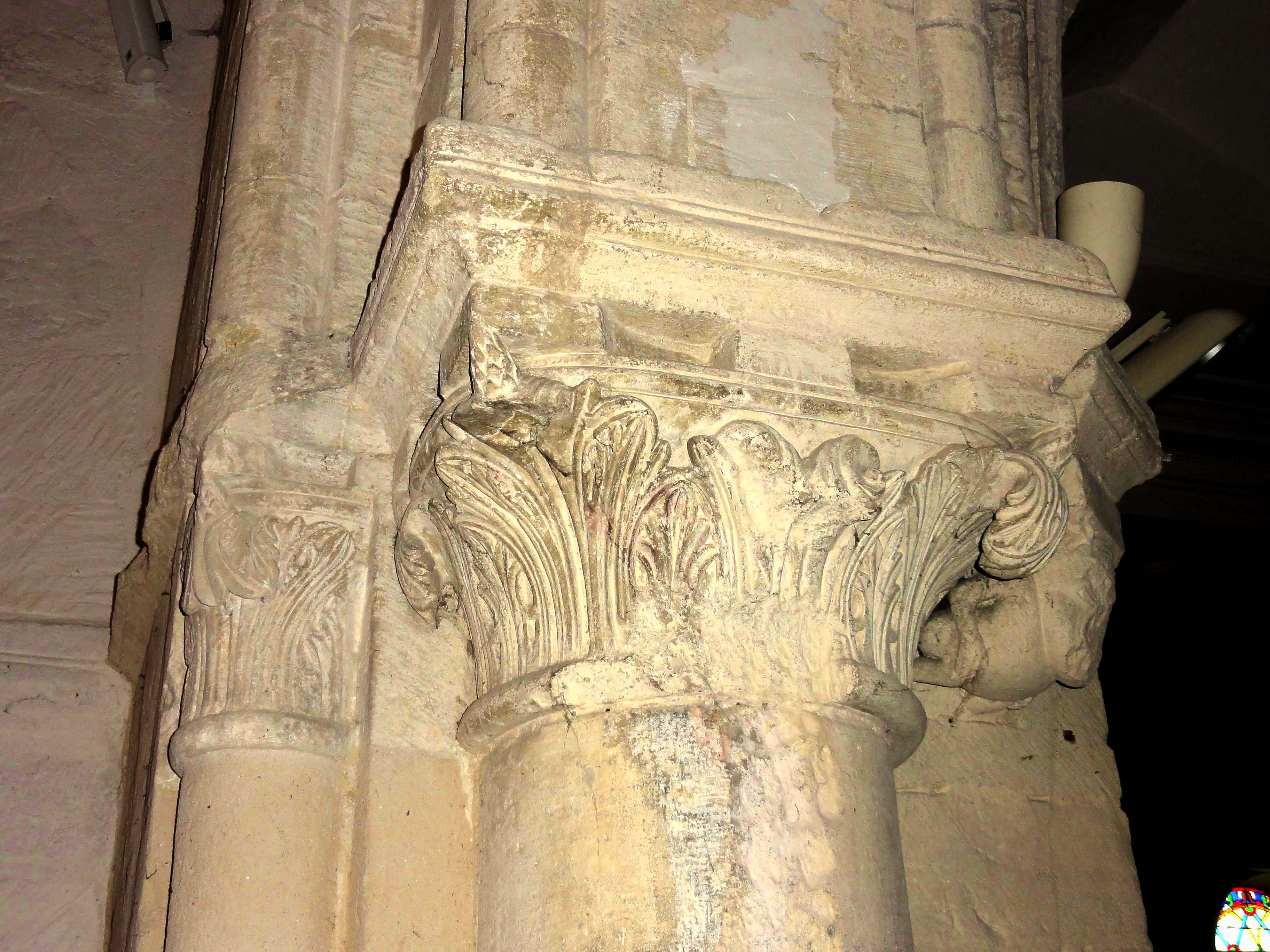
Chapiteaux côté nord.
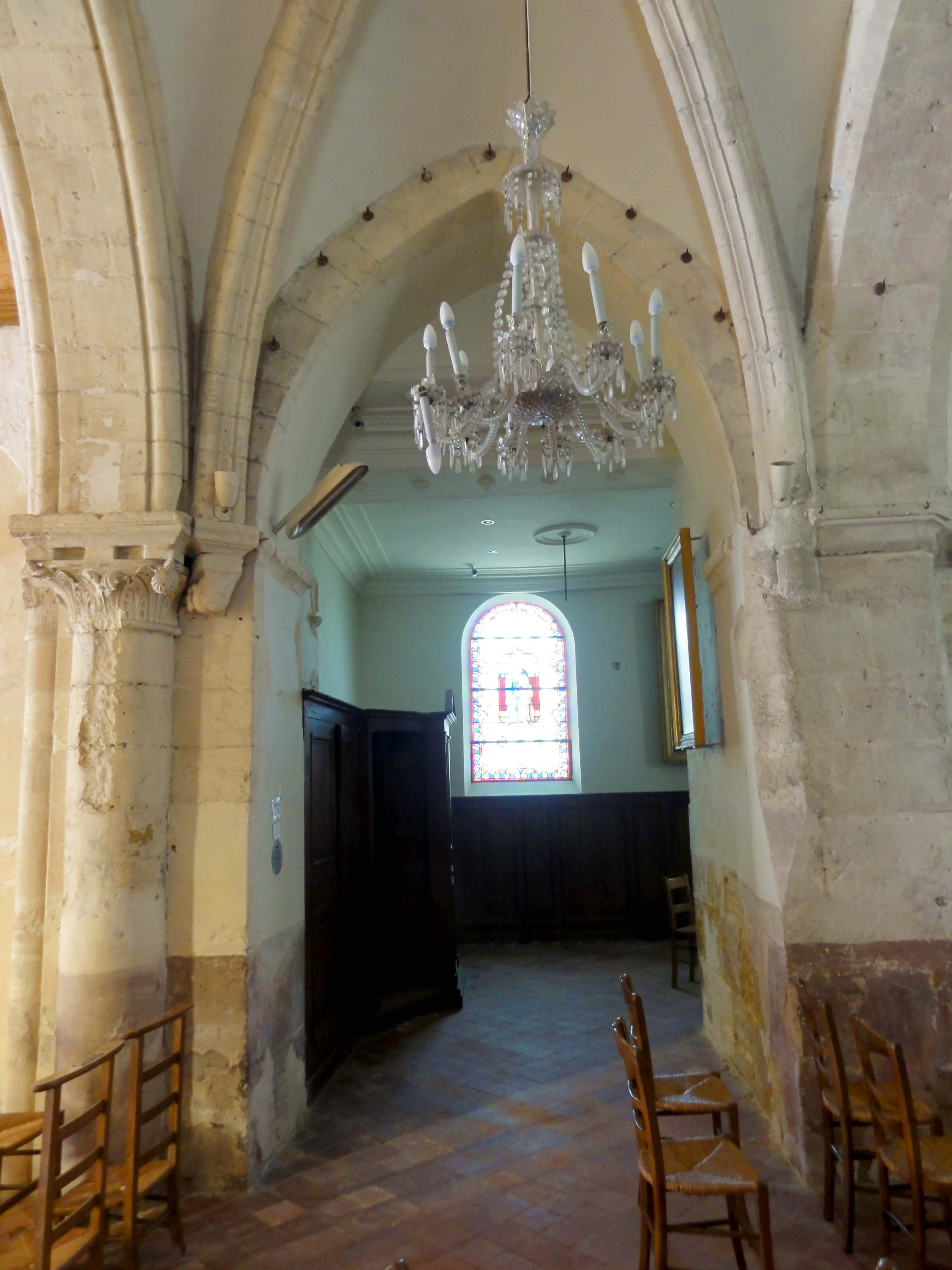
Vue vers le nord.
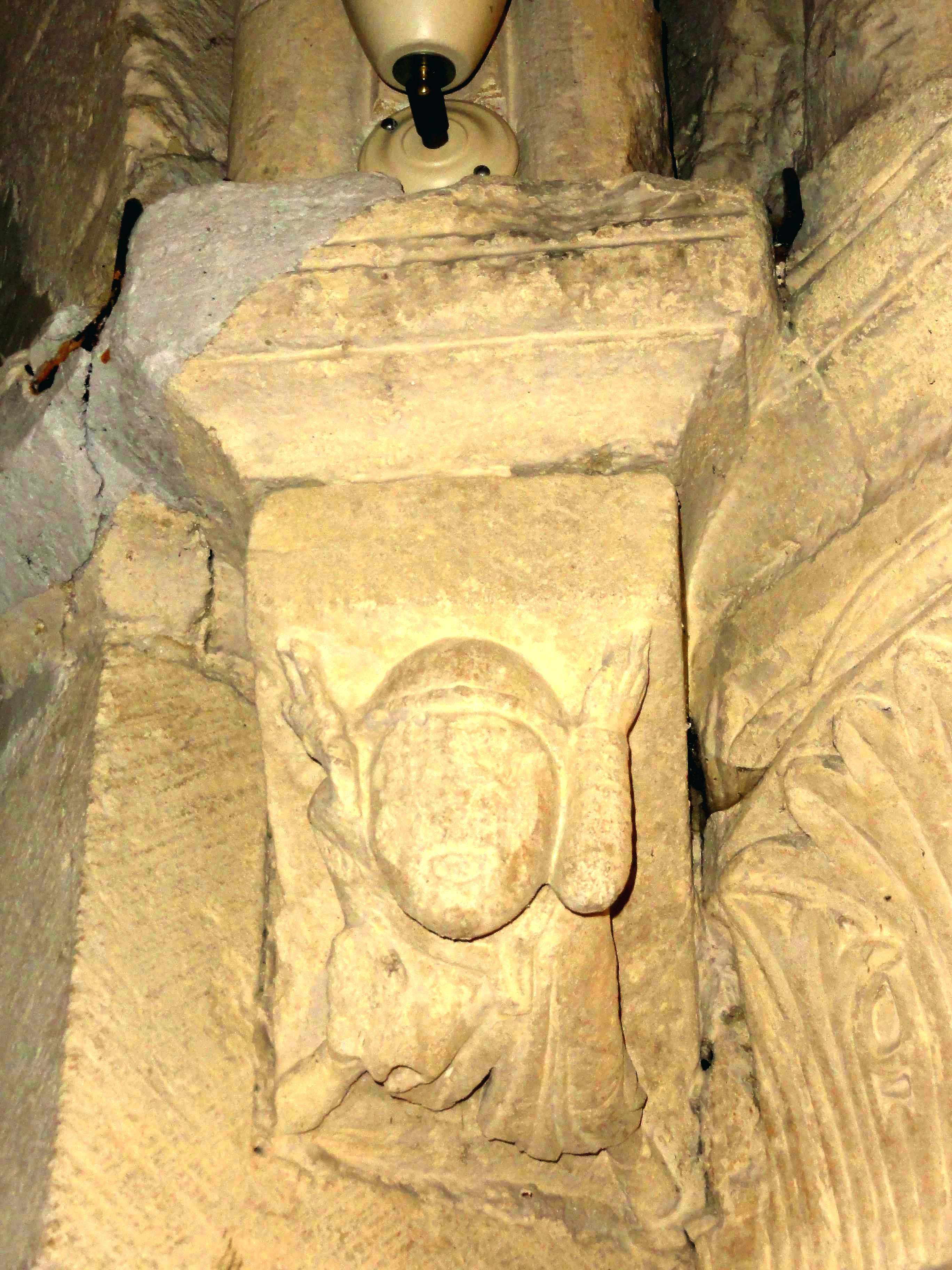
Cul-de-lampe - atlante.
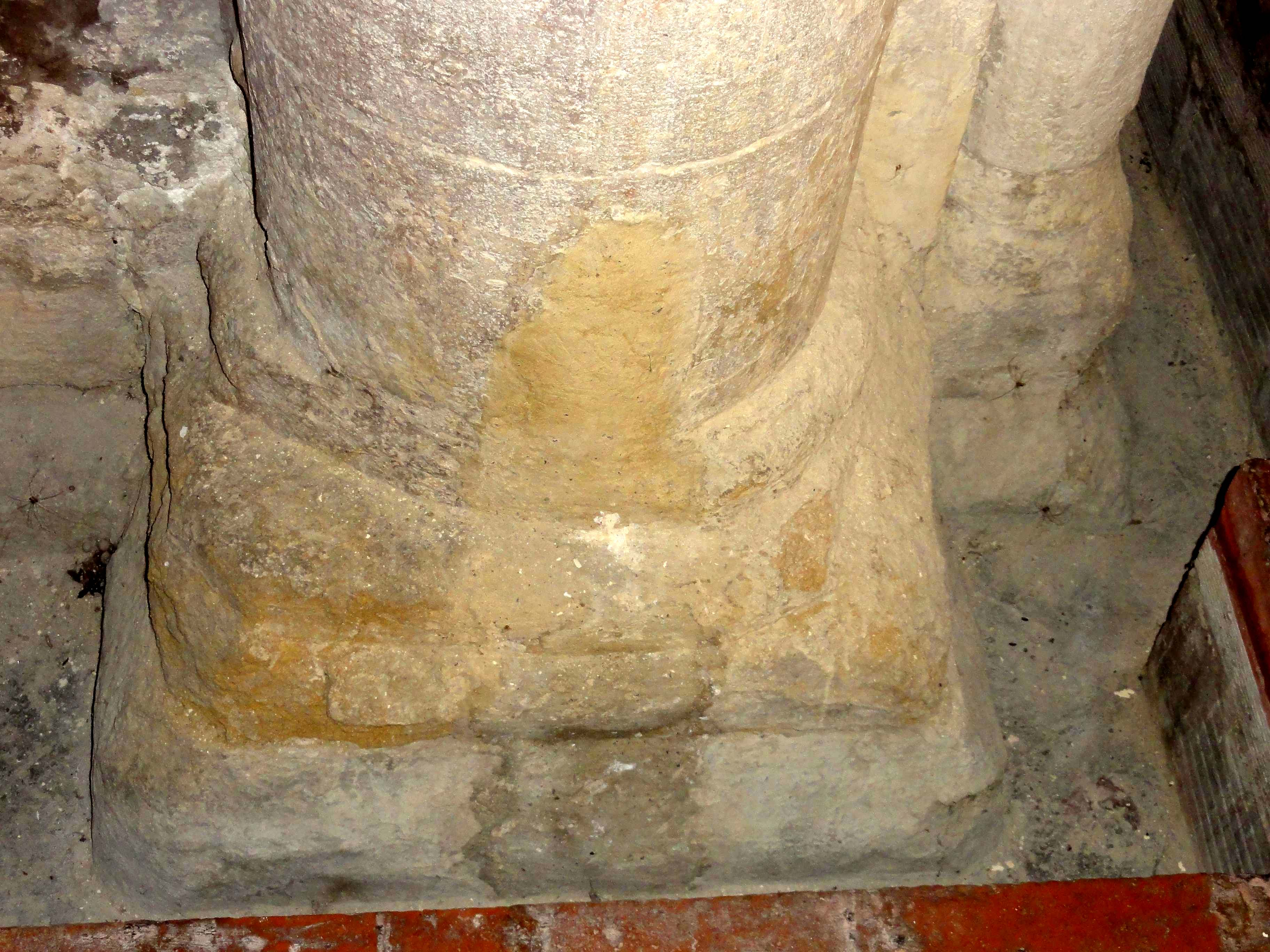
Bases côté sud.
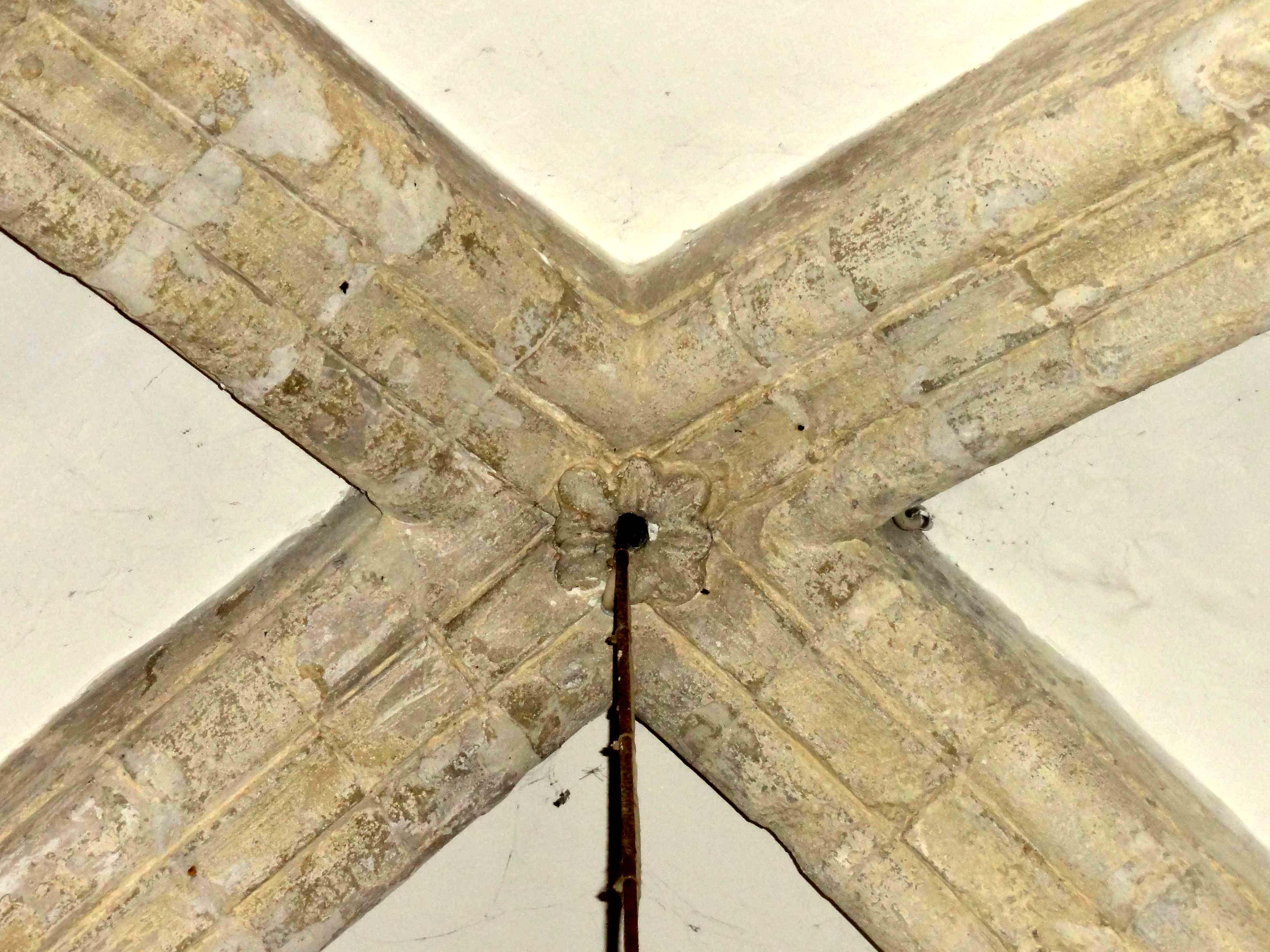
Clé de voûte.

### Chœur

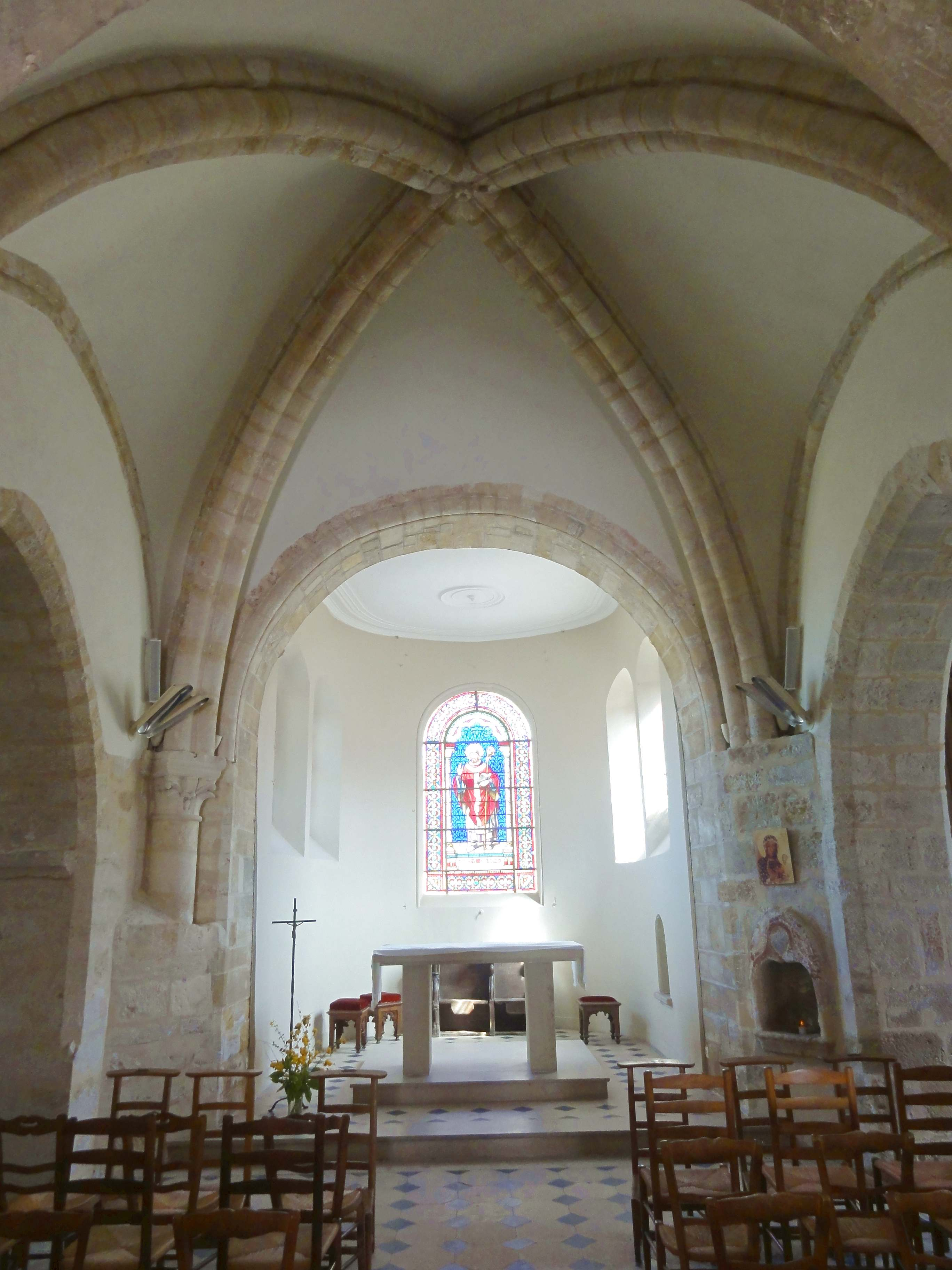
Chœur, vue vers l'est.

Dans la première travée du chœur, le rouleau supérieur du doubleau vers la base du clocher retombe sur des piliers engagés au plan d'un quart-de-cercle, sur lesquels les impostes déjà signalés se continuent. La voûte, largement analogue à la précédente, est plus sensiblement bombée. Ses tores sont séparés par une mince arête et non d'un filet, et ses ogives ne retombent pas sur des culs-de-lampe, mais des colonnettes à chapiteaux implantées obliquement. Au moins c'était le cas avant la guerre de Cent Ans. Depuis, le chapiteau seul subsiste dans l'angle nord-ouest, la partie inférieure du fût et la base manquent dans l'angle nord-est, et les supports d'origine ont totalement disparu du côté sud. Les chapiteaux sont du même type que dans la nef, et sculptés de deux rangs de feuilles d'eau plates à volutes d'angle. En outre, la voûte est munie de formerets toriques tellement peu saillants au nord et au sud, qu'ils ne justifient pas de supports dédiés. L'on peut imaginer que de tels formerets existaient primitivement au nord et au sud de la base du clocher, sans que ce soit incompatible avec l'absence de colonnettes à chapiteaux dans les angles. Seulement le formeret oriental est un peu plus prononcé, et par ailleurs en plein cintre, sans doute parce que la construction de l'église a commencé par le chevet. Au nord, il retombe sur un tailloir incomplet, et il semble faire corps avec le doubleau non mouluré ouvrant sur l'abside. On ne peut donc pas exclure qu'une abside existait déjà à la période romane, mais les contreforts orientaux des murs latéraux du chœur pour moitié engagés dans les murs de l'abside suggèrent le contraire, si l'on veut suivre l'argumentation adoptée par Lefèvre-Pontalis pour la chapelle latérale sud. Pour venir aux arcades latérales ouvrant dans la deuxième travée des chapelles, elles sont nettement moins larges et moins élevées que les dimensions du chœur ne le permettraient. Dépourvus de mouluration et de colonnettes à chapiteaux, elles ont les angles chanfreinés, et l'arcade septentrionale est munie d'impostes rudimentaires. Quant à la piscine flamboyante au sud-est, elle semble taillée dans un seul bloc, et est constituée d'une niche s'ouvrant sous une arcature trilobée, dans le lobe central est entièrement fermé. Enfin, l'abside n'offre rien d'autre que deux fenêtres en anse de panier géminées au nord et au sud, une grande baie en plein cintre au chevet, et un plafond plat décoré de quelques moulures. Eugène Lefèvre-Pontalis est persuadé de l'existence ancienne d'une voûte en cul-de-four

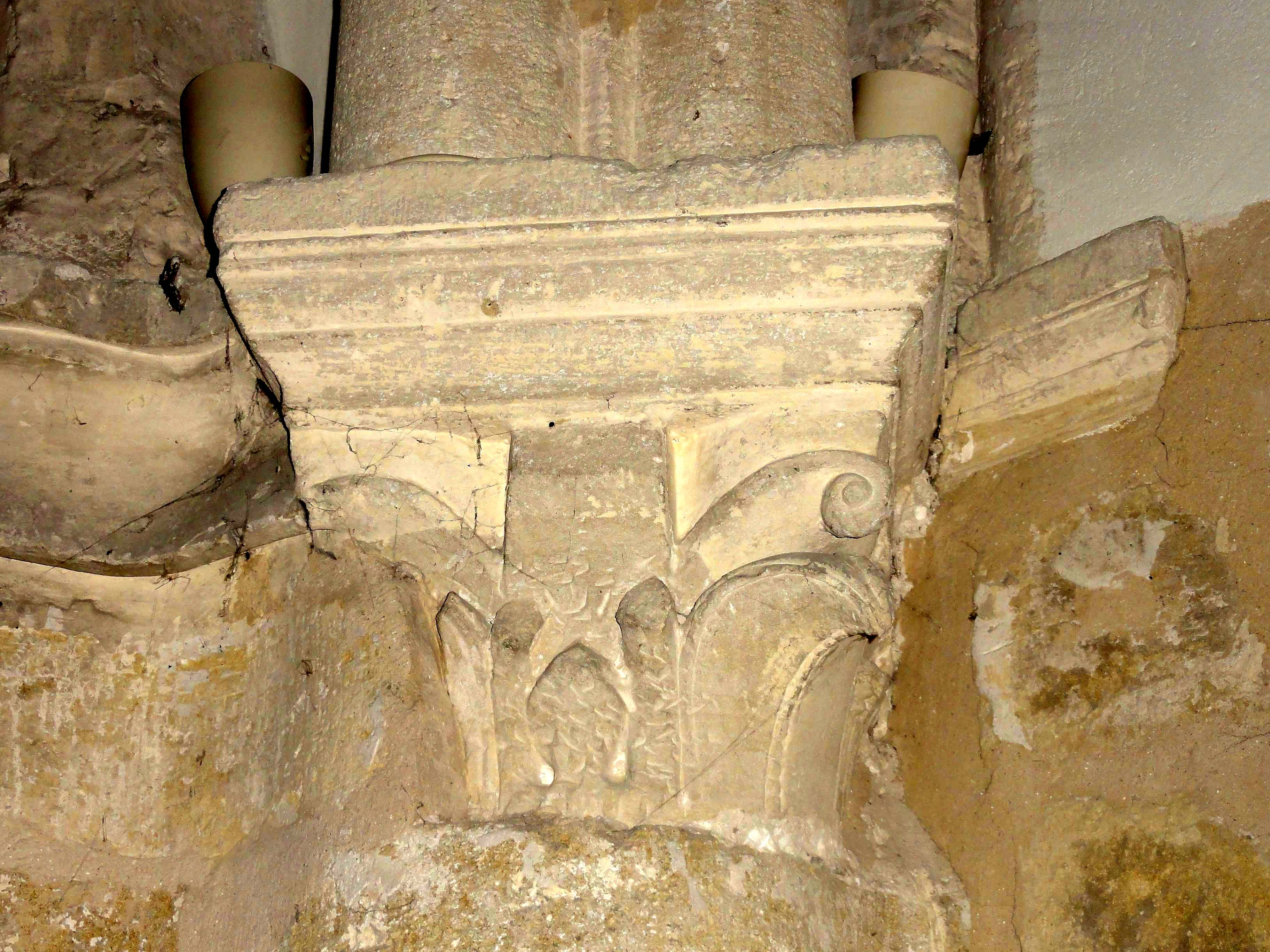
Chapiteau au nord-ouest.
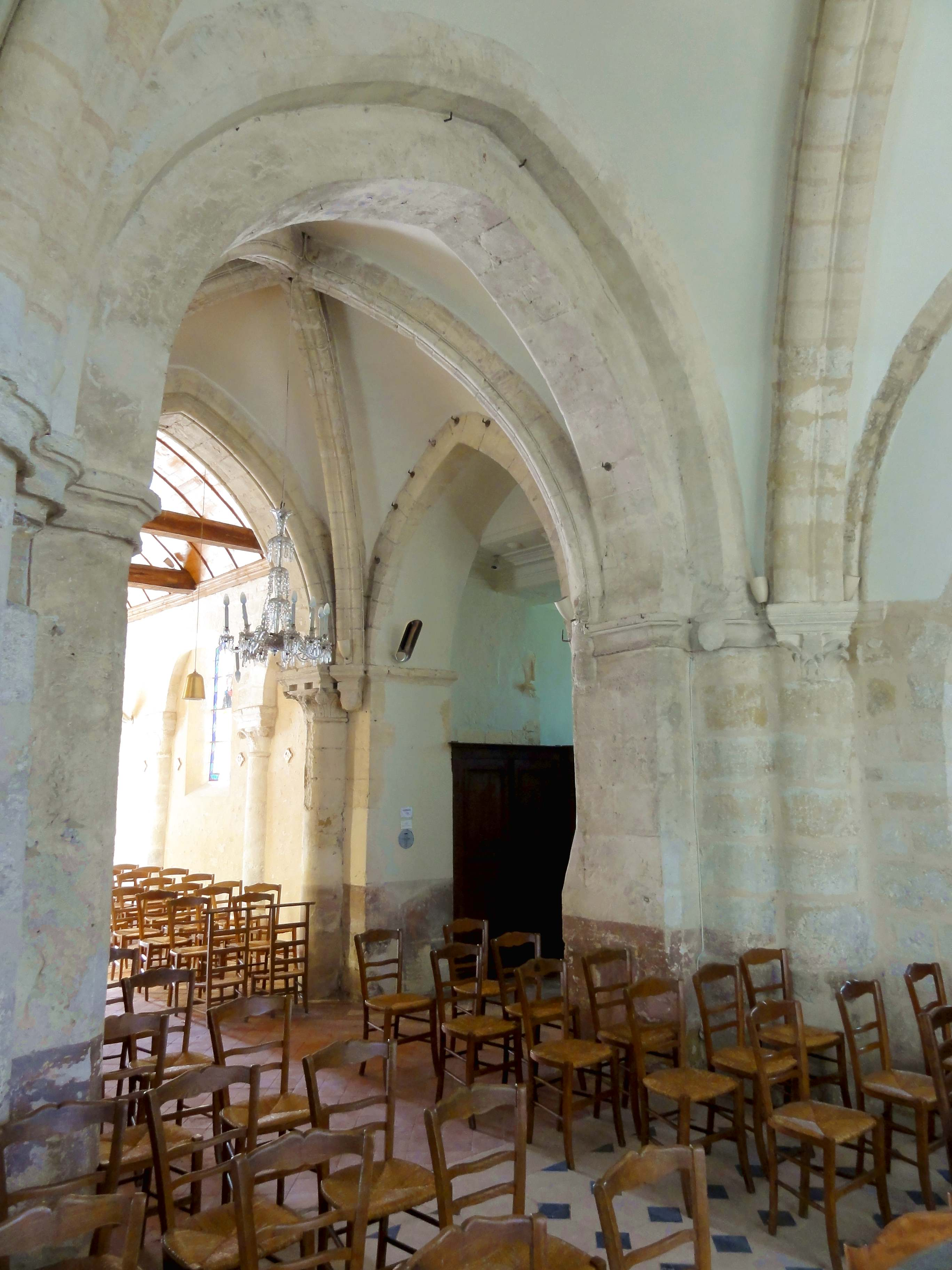
Vue vers le nord-ouest.
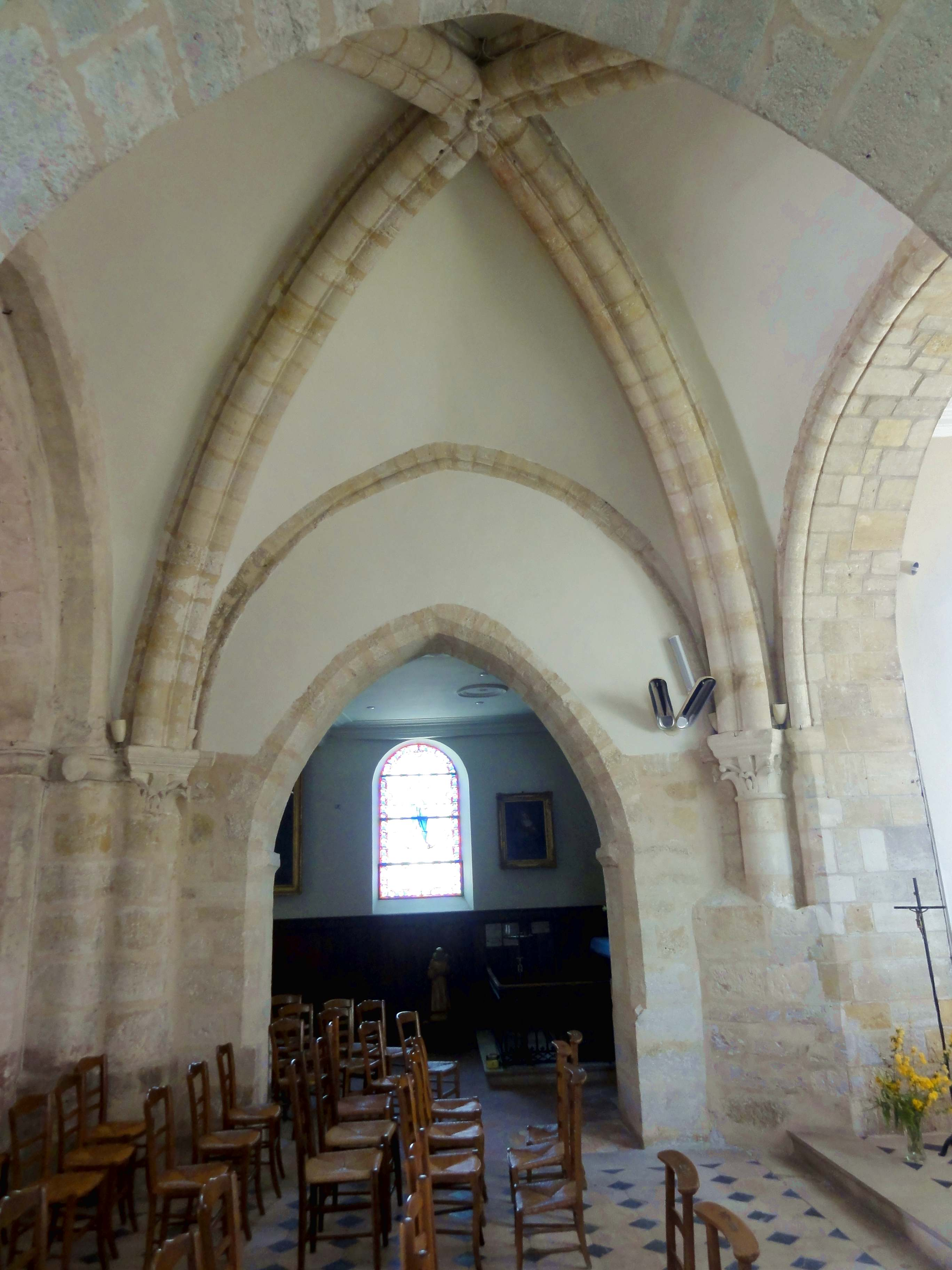
Vue vers le nord.
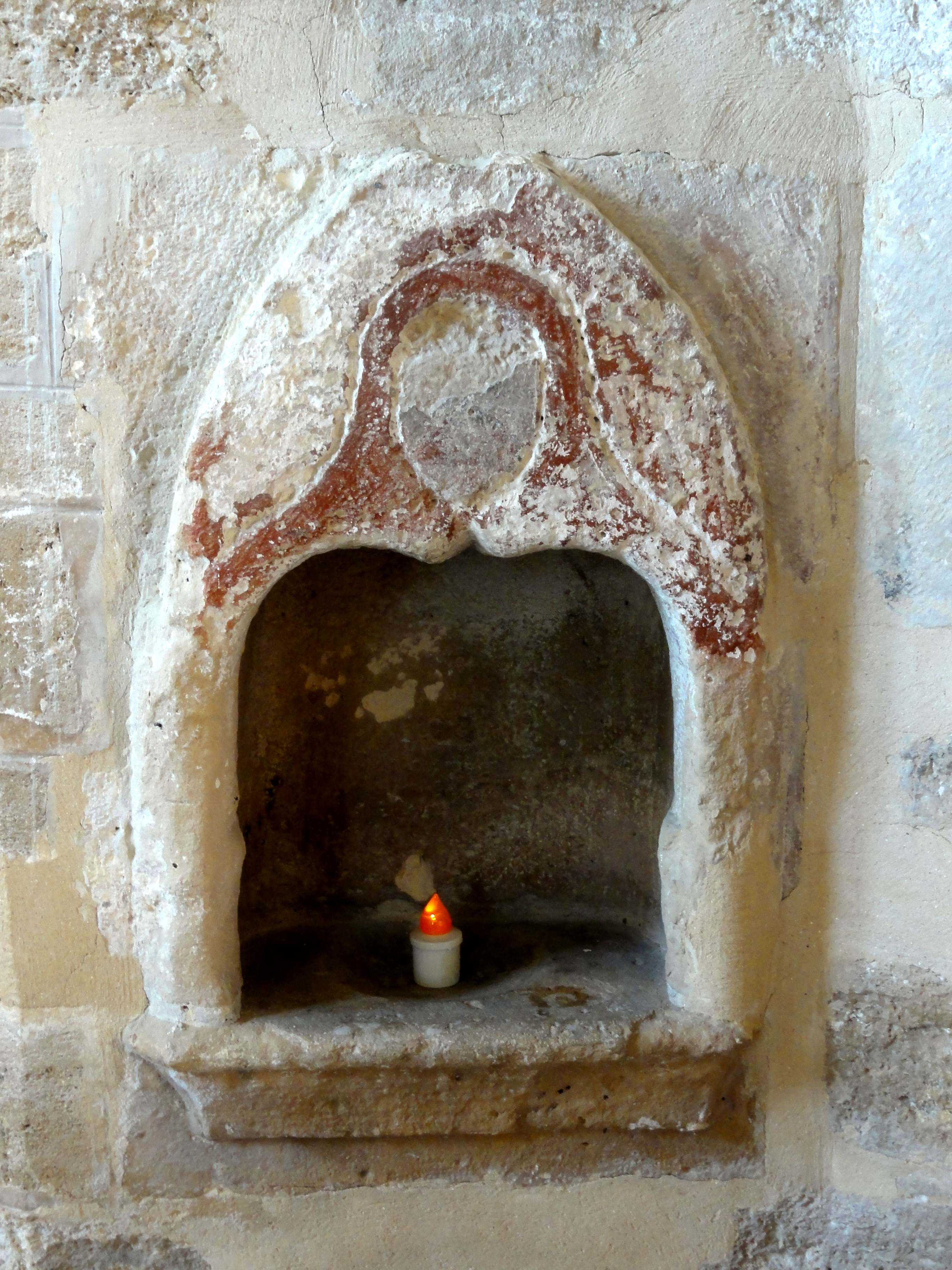
Piscine liturgique.
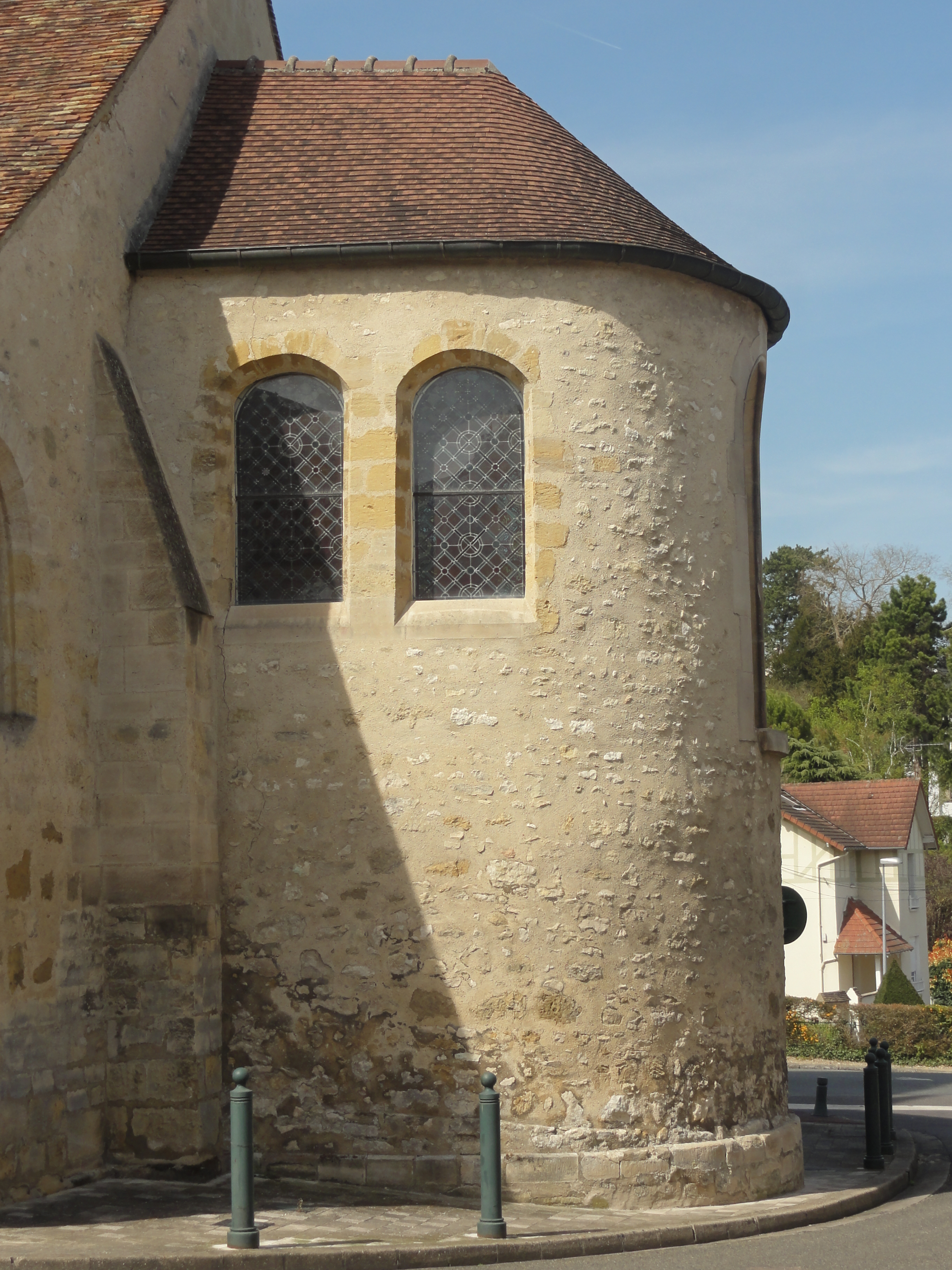
Abside, vue extérieure.
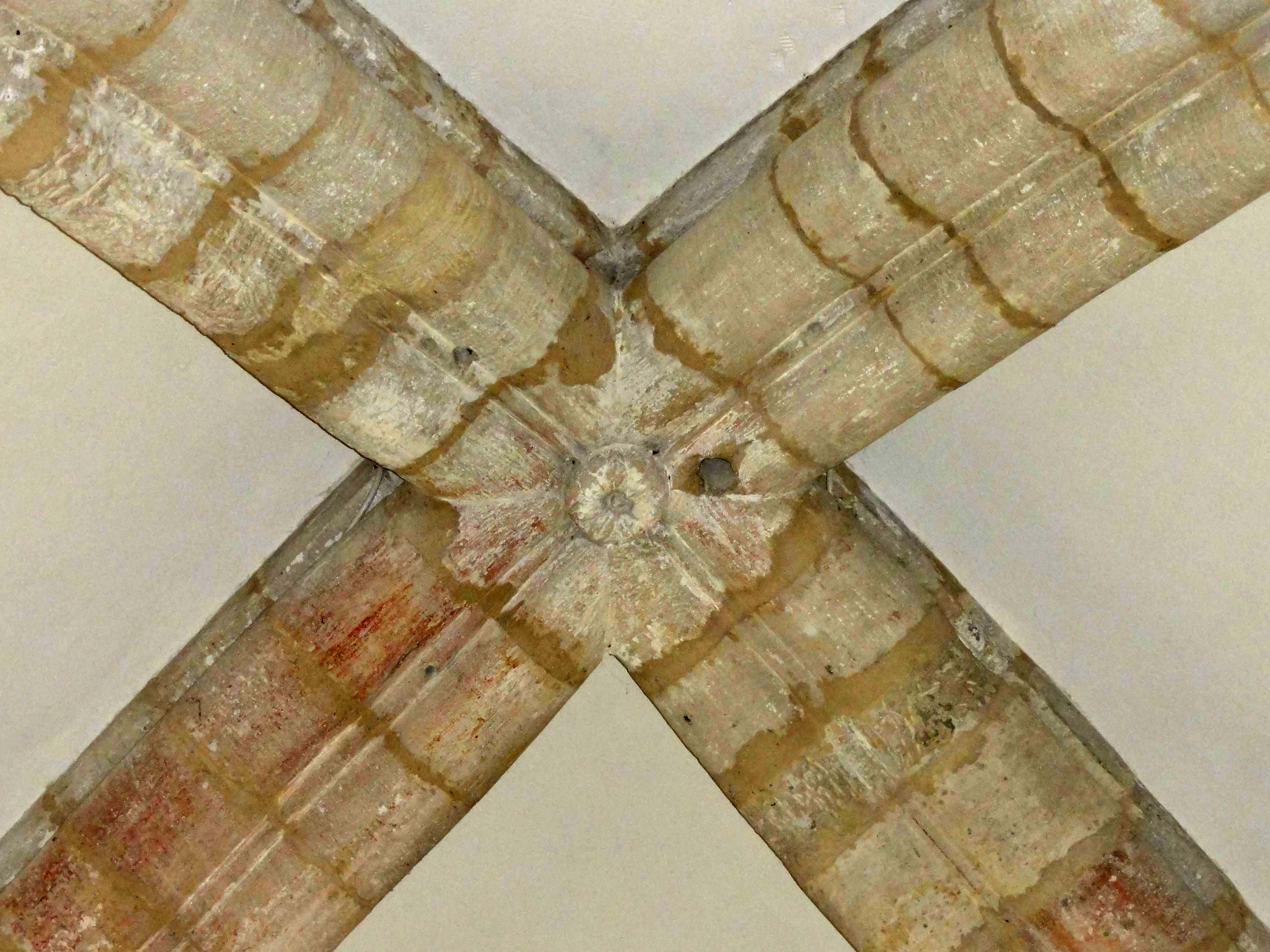
Clé de voûte.

### Chapelles latérales

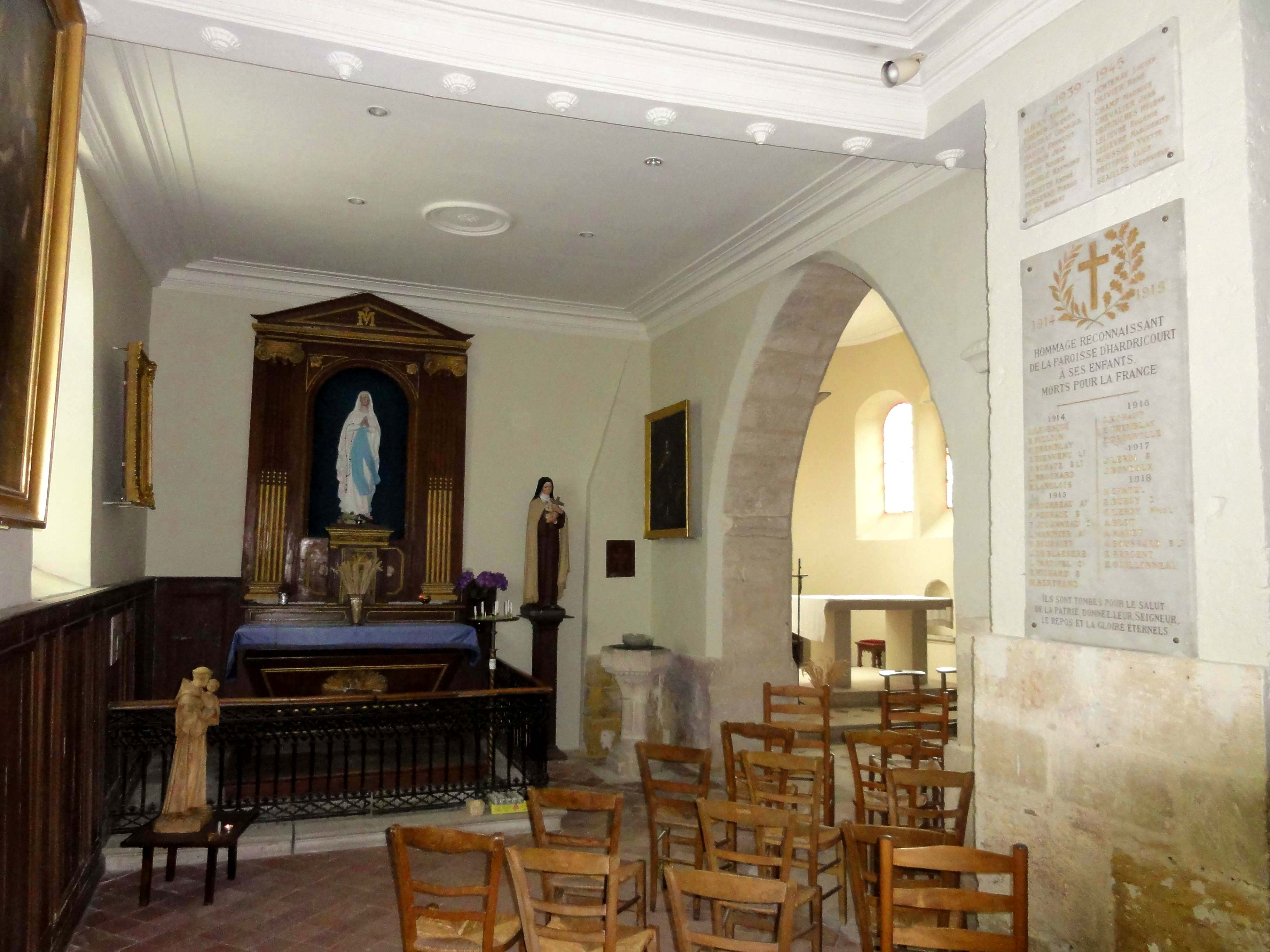
Chapelle nord, vue vers l'est.

Les deux chapelles sont basses sous plafond, de sorte que le sommet des doubleaux latéraux de la base du clocher soit bouché par les poutres. La hauteur du plafond suffit tout juste pour atteindre le sommet des arcades latérales du chœur. Le plafond de la chapelle du nord est orné de deux caissons, de nombreuses strates de modénature, et de quelques petites rosaces. Le plafond de la chapelle du sud est tout à fait lisse, et à pan coupé au-dessus du mur gouttereau. Ce détail met en évidence la hauteur tout à fait insuffisante de celui-ci pour concevoir un voûtement d'ogives. Si la chapelle du sud a donc été voûtée dans son état primitif, les remaniements à la période moderne ont dû aller bien plus loin qu'à une suppression des voûtes. Étant donné l'absence totale de contreforts à l'extérieur de la chapelle, il est probable qu'elle ait été entièrement démolie, puis rebâtie sous une forme simplifiée. Au nord, les murs gouttereaux de la chapelle ont la même hauteur que ceux du vaisseau central, et les deux contreforts à ressauts à l'angle nord-est de même que le départ d'ogives dans l'angle sud-ouest de la première travée, déjà signalés, montrent ici que la reconstruction était moins radicale. Il ne reste qu'un petit fragment du tailloir, et plus rien du chapiteau. Les contreforts latéraux du clocher et du chœur font saillie dans les chapelles : le départ d'ogive accoste donc l'un des contreforts du clocher, et non le doubleau septentrional de la base du clocher. Malgré leurs nombreuses différences de détail, qui sont sans grand effet sur l'ambiance des espaces intérieurs, les chapelles sont éclairées par des fenêtres analogues. Ce sont des baies en plein cintre, à raison d'une par travée, auxquelles s'ajoutaient jadis une baie supplémentaire au chevet, aujourd'hui obturée par les retables.

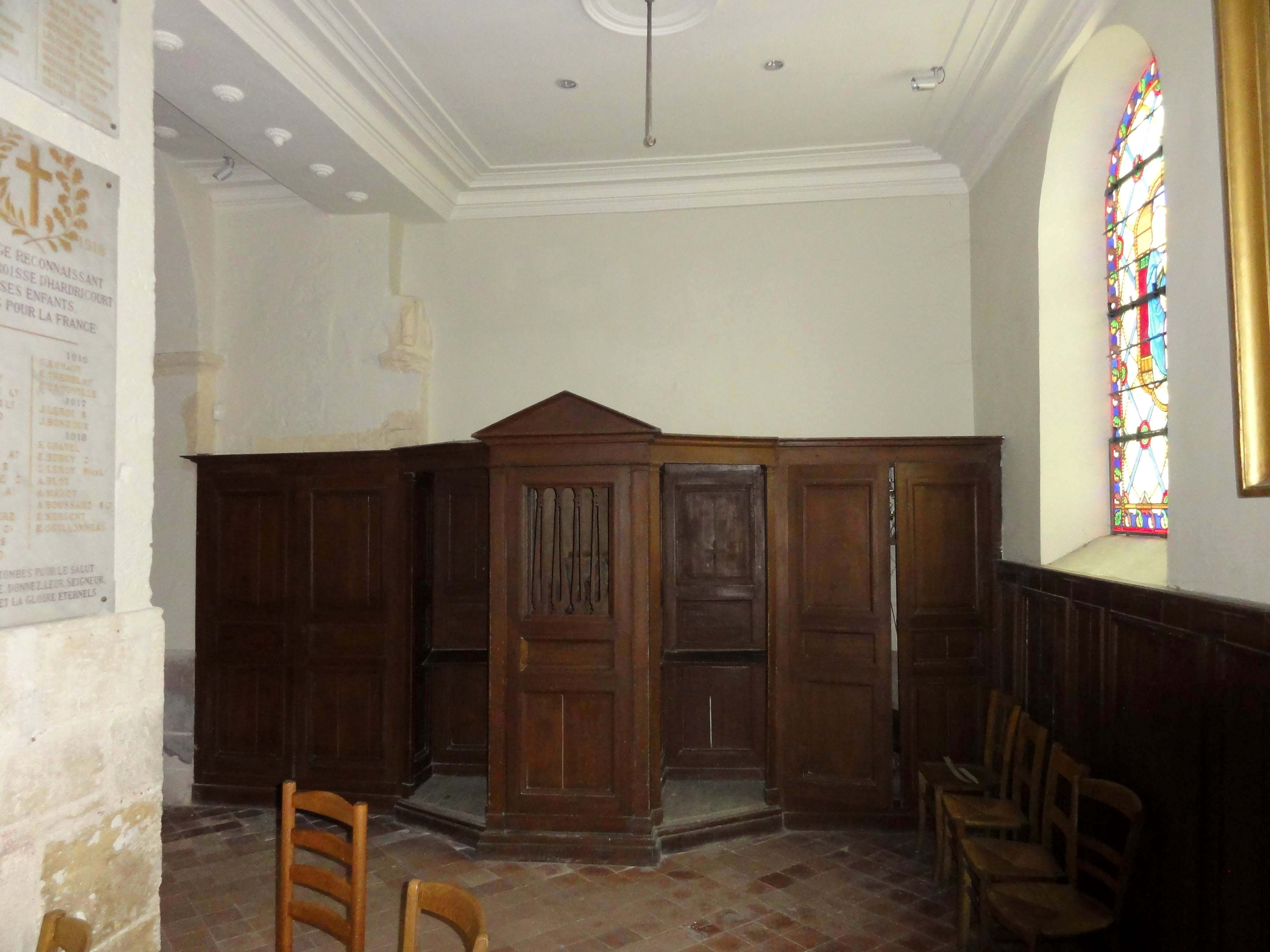
Chapelle latérale nord, vue vers l'ouest.
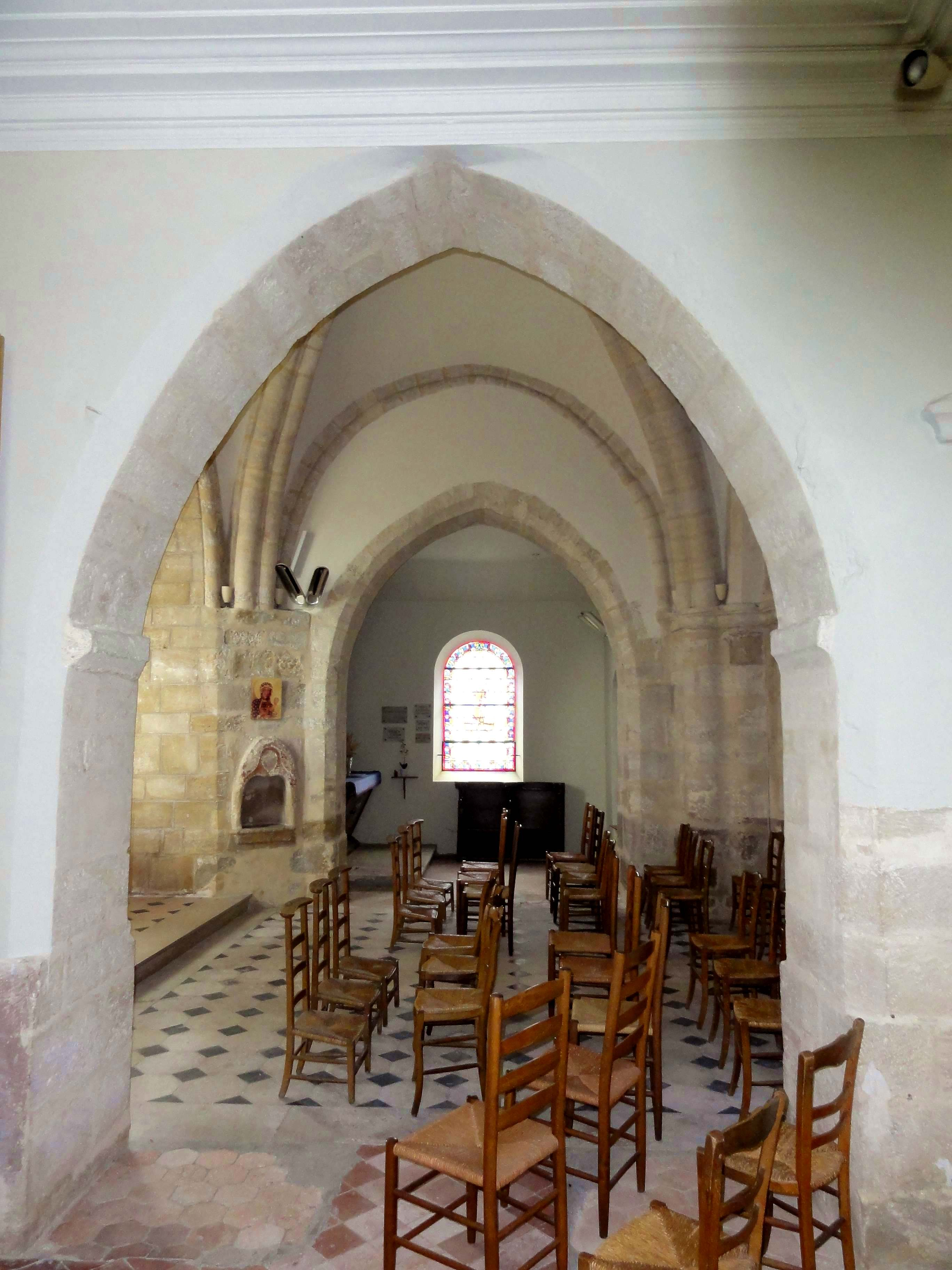
Chapelle latérale nord, vue dans le chœur.
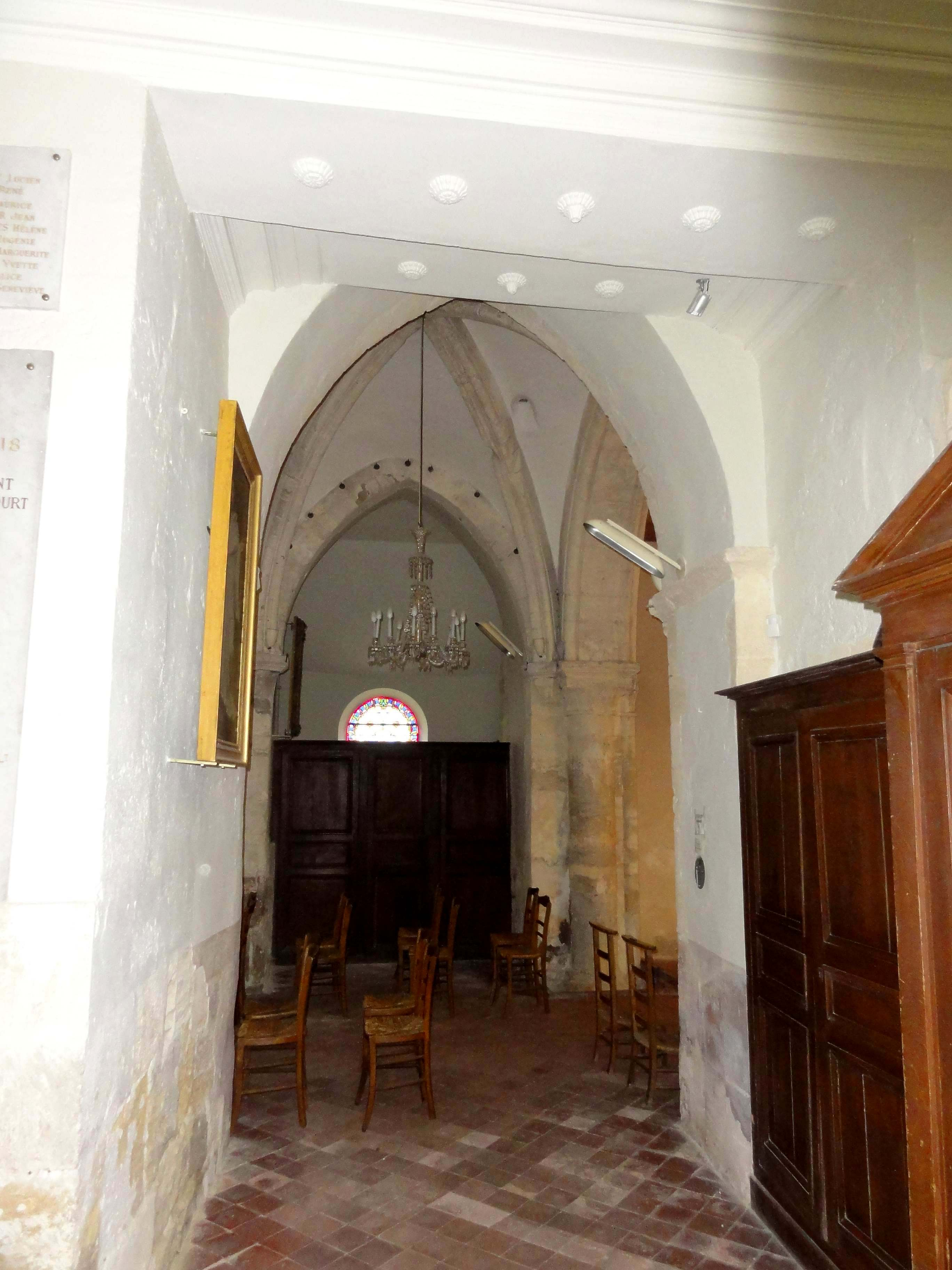
Chapelle latérale nord, vue dans la base du clocher.
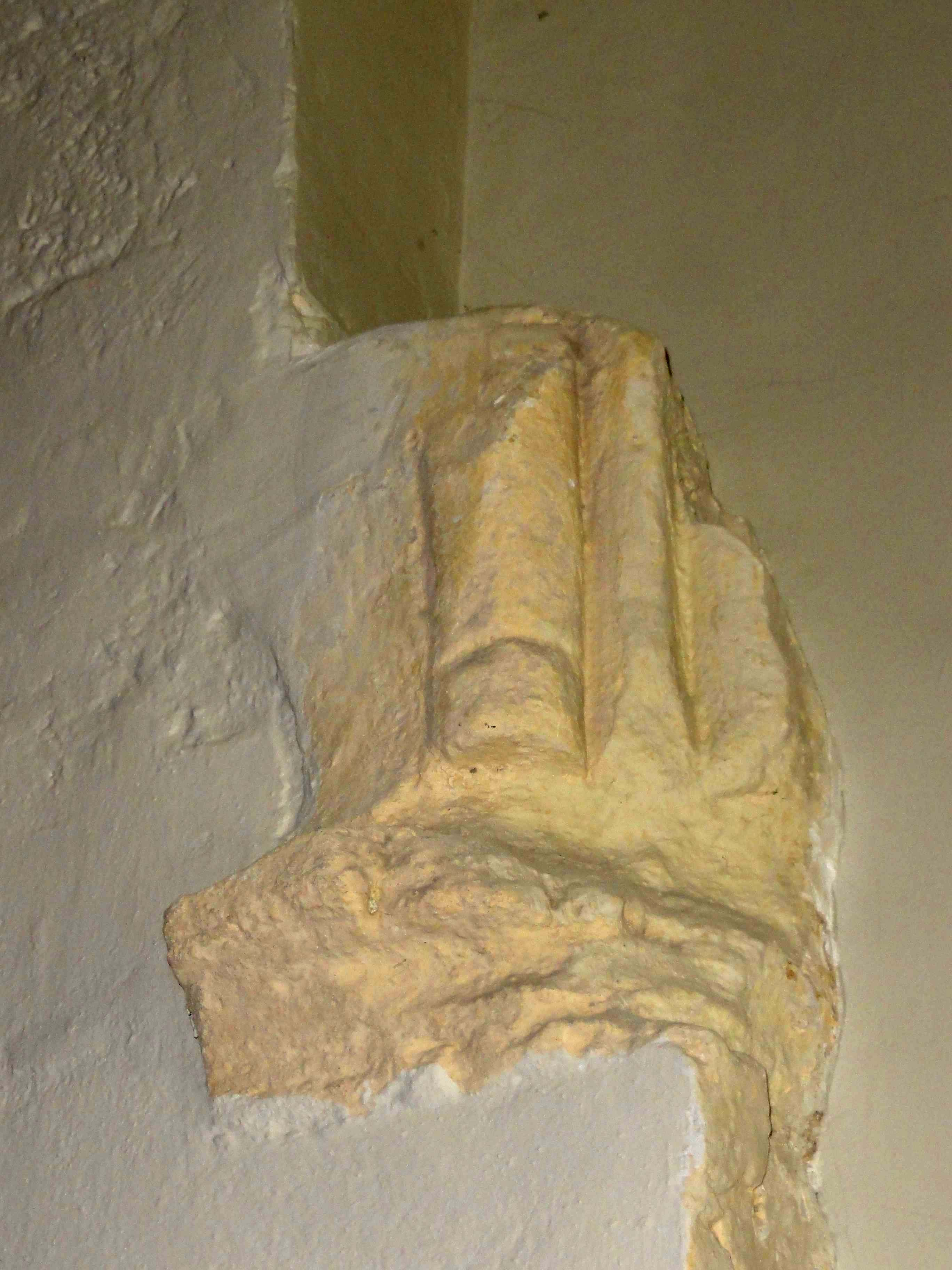
Chapelle nord, départ d'ogive au sud-ouest.
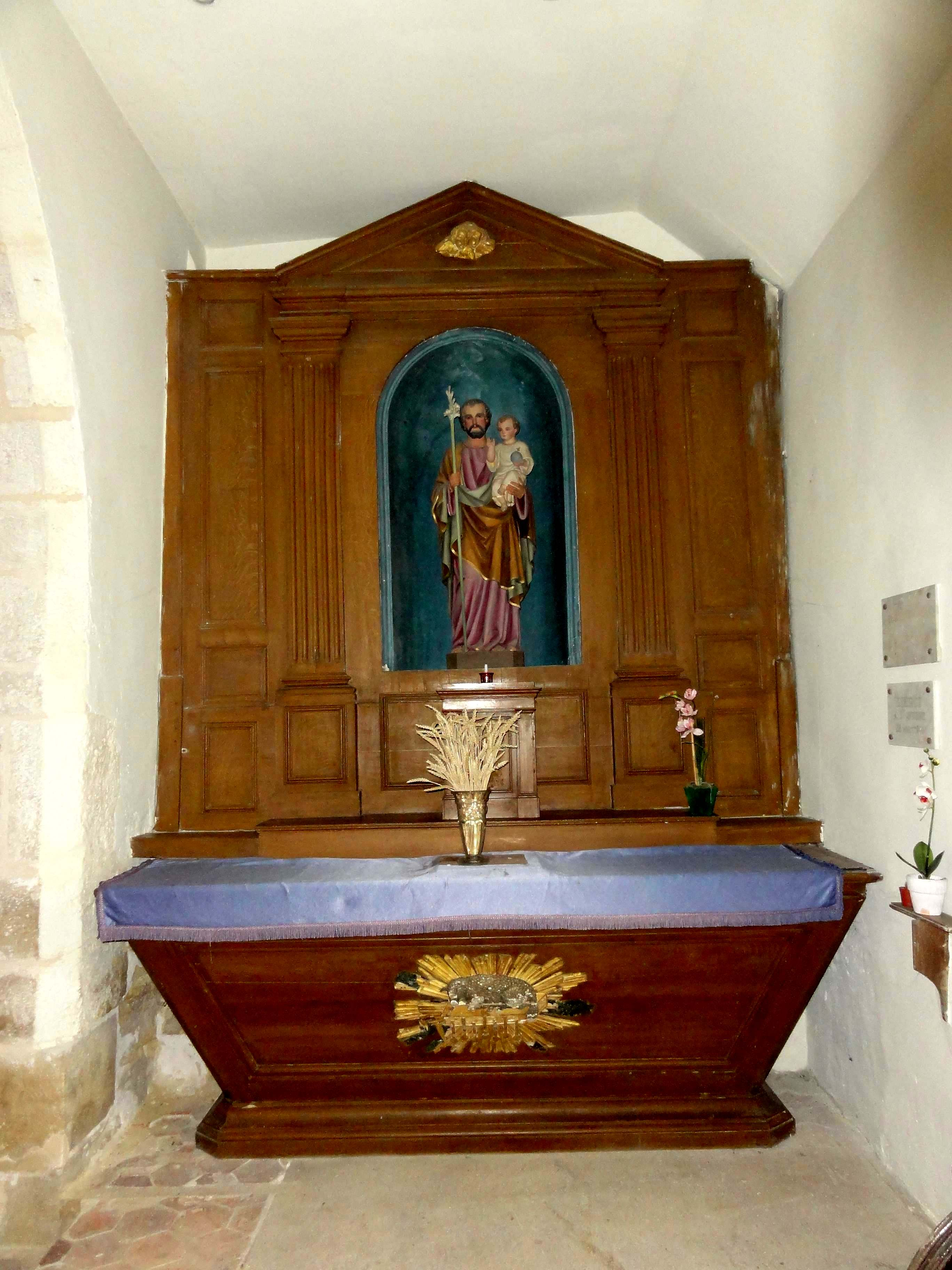
Chapelle latérale sud, retable du chevet.
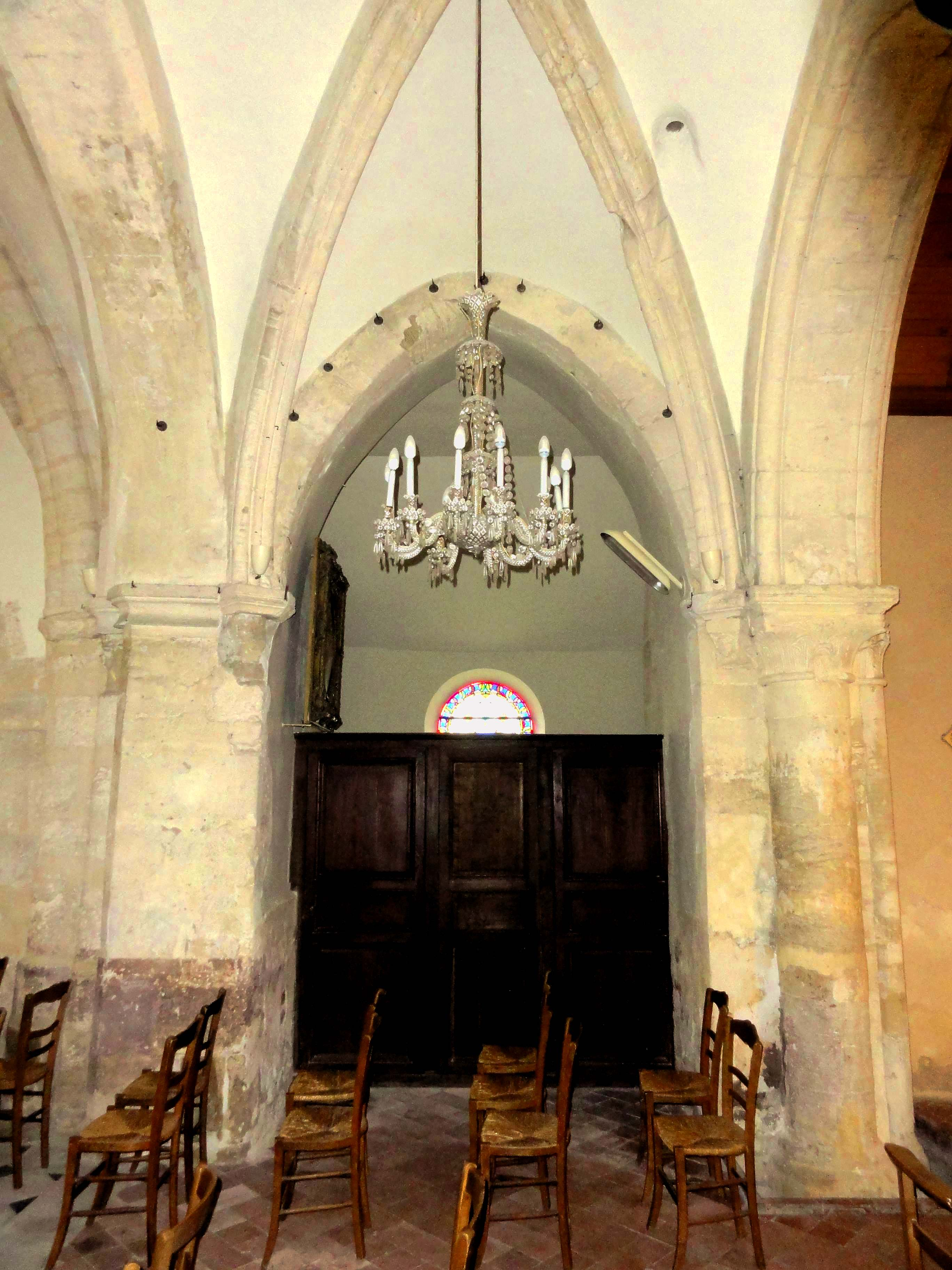
Base du clocher, vue vers la chapelle du sud.

### Clocher

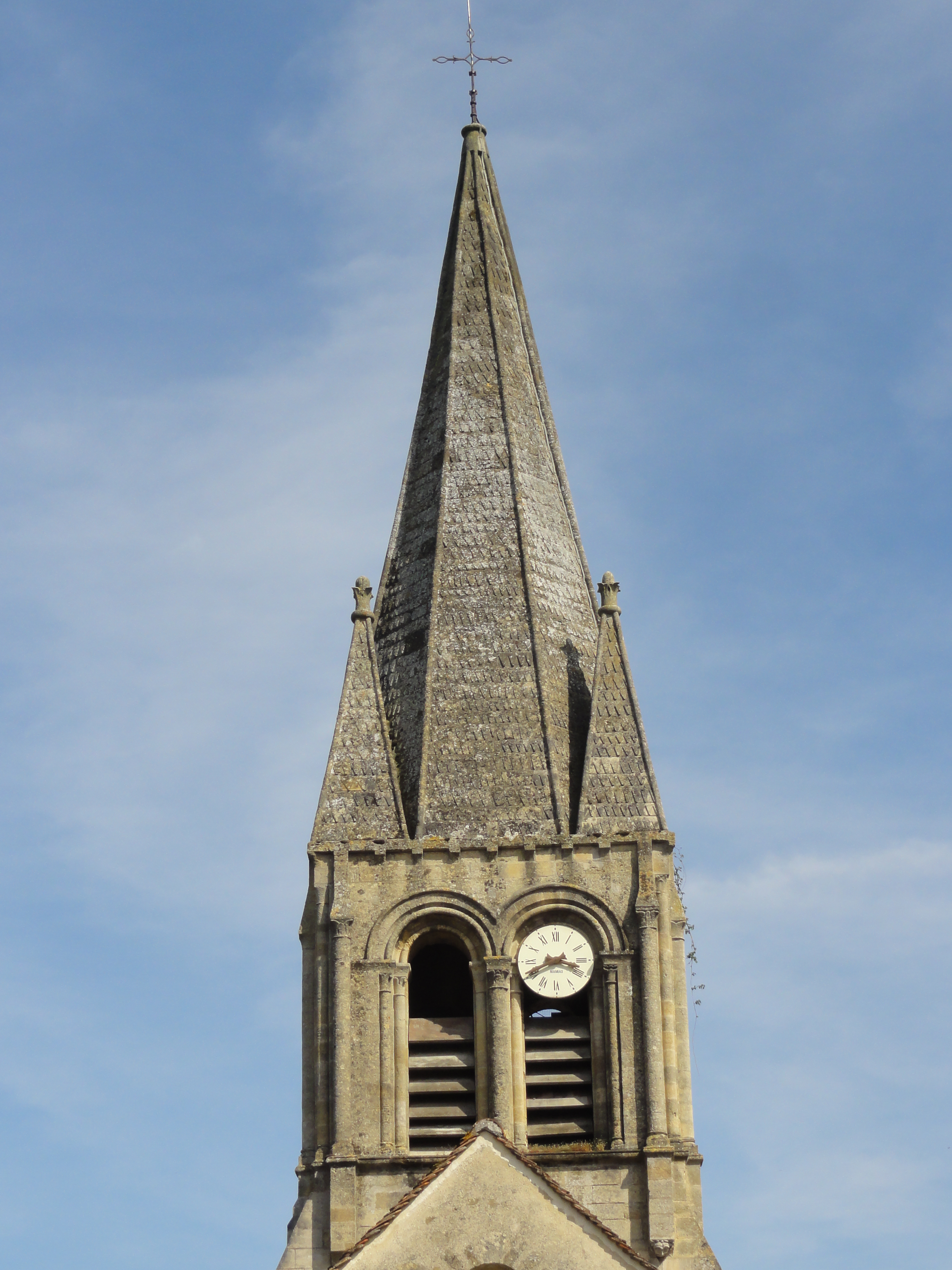
Vue depuis l'ouest.

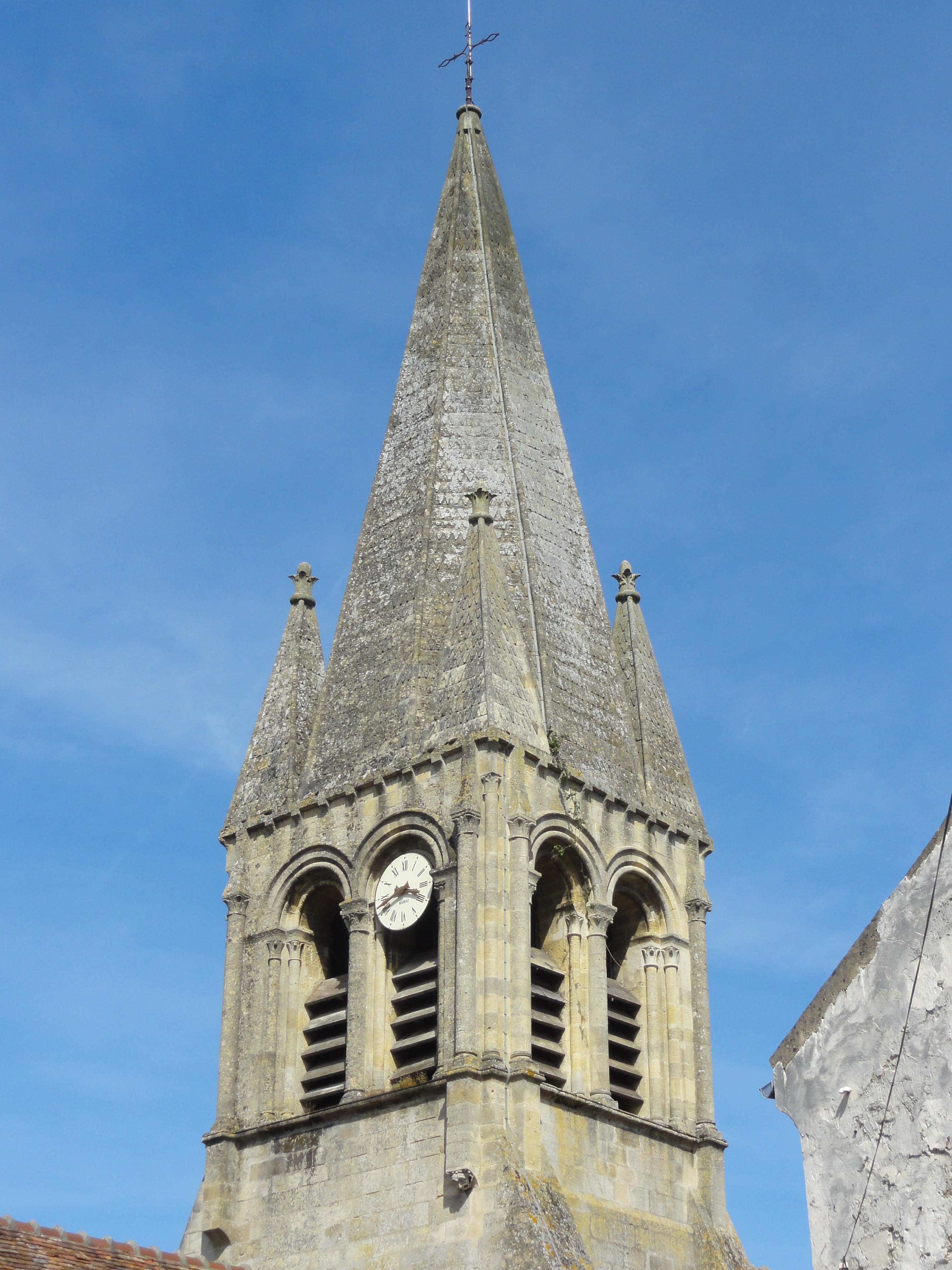
Vue depuis le sud-ouest.

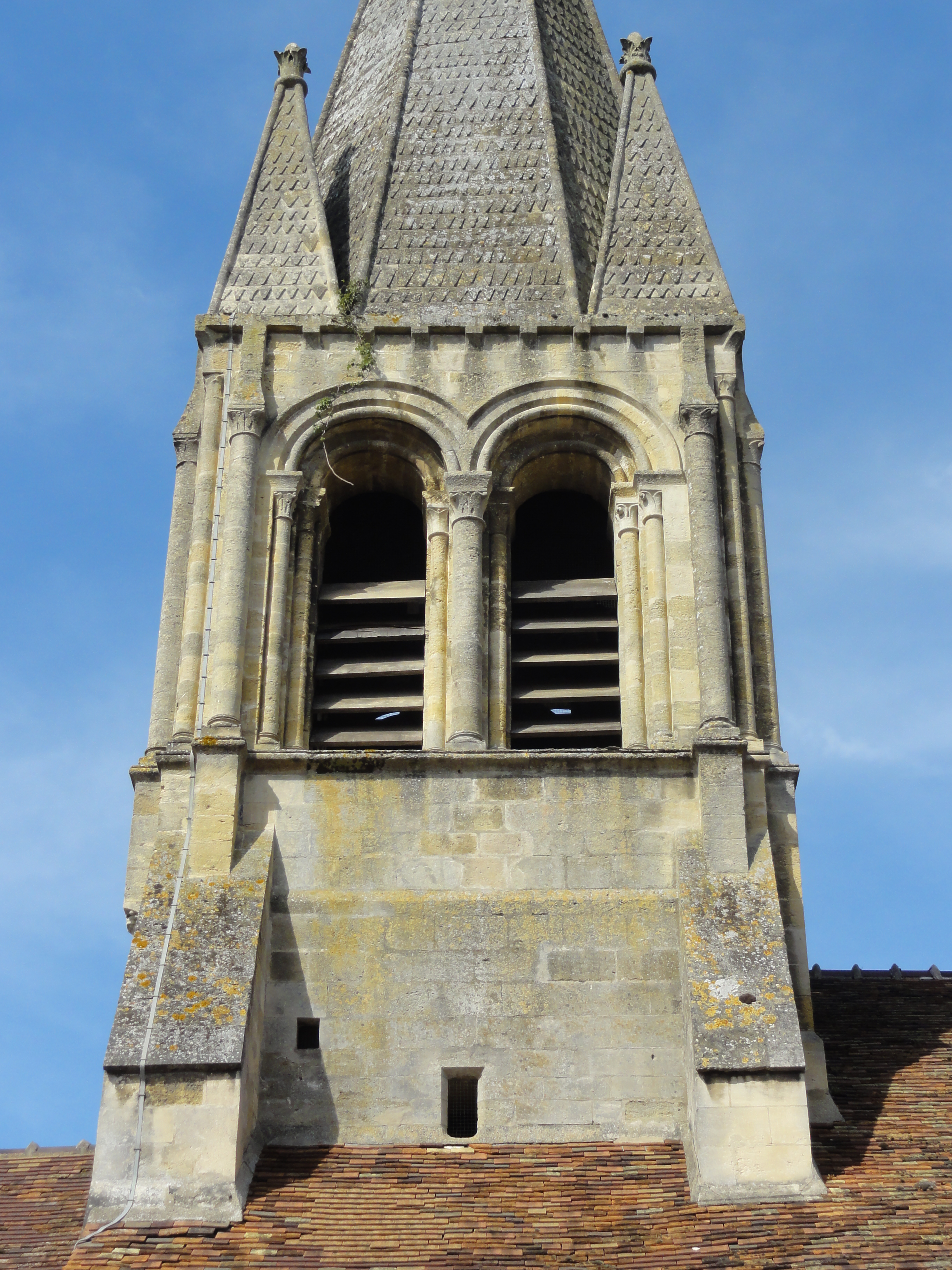
Vue depuis le sud.

Les artisans du second quart du XIIe siècle ont appareillé le clocher avec grand soin et employé des matériaux de bonne qualité, ce qui lui assure, selon Eugène Lefèvre-Pontalis, encore une longue existence. La tour compte trois étages, à savoir la base voûtée d'ogives, tenant lieu de croisée du transept ; un étage intermédiaire en grande partie noyé dans les combles ; et l'étage de beffroi, le seul qui est entièrement visible depuis l'extérieur, et en même temps principal ornement de l'église et lieu d'être du clocher. Suit la haute flèche de pierre. La cage intérieure du clocher mesure 3,01 m sur 2,93 m. L'étage intermédiaire présente deux arcs de décharge et deux portes en tiers-point, qui établissent l'intercommunication entre la cage et les combles. Le tracé en tiers-point de ces portes est conforme au tracé des voûtes au rez-de-chaussée, mais en raison des préférences esthétiques au second quart du XIIe siècle, l'architecte revient vers le plein cintre pour les baies de l'étage de beffroi, en imitant la plupart de ses confrères (sauf à Néry, Saintines…). Toujours conformément à l'usage à la période romane, qui connaît ici de nombreuses entraves à la règle, les contreforts s'arrêtent en haut de l'étage intermédiaire, et laissent donc libres les angles de l'étage de beffroi, où des colonnettes d'angle prennent le relais. Comme particularité, il n'y a de contrefort qu'au nord et au sud, faces qui devaient rester libres de constructions annexes selon le projet initial. Côté ouest, les contreforts auraient fait saillie dans la nef, ce qui est souvent le cas dans des églises où la nef est plus ancienne que le clocher. Côté est, les contreforts auraient dû reposer sur les murs de la première travée du chœur, ce qui n'empêche pas certains clochers romans, comme Limay, de disposer de contreforts du côté est. Les contreforts s'amortissent par un long glacis deux assises en dessous du bandeau, mouluré d'un listel, d'un tore et d'une doucine, sur lequel prennent appui les baies de l'étage supérieur,.
Des glacis, émergent les stylobates des colonnettes d'angle, qui sont à Hardricourt au nombre de trois par angle. En l'absence de contreforts proprement dits à l'ouest et à l'est, les stylobates retombent ici bientôt sur des corbeaux, dont certains sont sculptés de têtes grimaçantes. Le bandeau passe autour d'eux. La colonnette médiane, plus fine et plus élevée que les deux autres, est logée dans un angle rentrant de la tour. Seules les deux autres reposent sur des stylobates. Chacune possède son chapiteau, sculpté de feuilles d'eau généralement peu découpées, et sa base, moulurée d'une scotie bien accusée entre un petit et un gros tore flanqué de griffes, mais pas de tailloir. Le chapiteau de la colonnette médiane supporte la dernière assise sous la corniche supérieure. Les chapiteaux des deux autres colonnettes, implantés deux assises plus bas, sont coiffés d'un glacis pentu à trois versants, qui cède ensuite la place à un pilastre butant sous la tablette de la corniche. Les baies de l'étage de beffroi sont au nombre de deux sur chacune des faces, ce qui est la configuration la plus fréquente. Elles sont séparées par un étroit trumeau, et s'ouvrent chacune sous une double archivolte torique, qui repose sur deux paires de colonnettes à chapiteaux. Devant le trumeau, une colonnette de plus fort diamètre est toutefois partagée par les baies. Chapiteaux et bases sont analogues aux colonnettes d'angle. Les tailloirs, très rudimentaires, sont de simples tablettes biseautées. L'on note l'absence d'analogie avec les colonnettes à chapiteaux à l'intérieur de l'église. Des simplifications de la modénature au niveau du clocher s'expliquent par la prise en compte de l'éloignement du spectateur. Le décor des baies est complété par un bandeau doublement biseauté en forme de sourcil (il n'est pas en coin émoussé, comme l'affirme Lefèvre-Pontalis). L'étage de beffroi se termine par une corniche de corbeaux des plus simples. L'ordonnancement général de l'étage et notamment des baies se rapproche d'Ennery, Jouy-le-Moutier, Lavilletertre, Limay, Nesles-la-Vallée, Santeuil (premier étage de beffroi). Plusieurs de ces clochers comptent deux étages de beffroi,.
La flèche, particulièrement élancée, est une pyramide aigüe à huit pans. Ils sont séparés par des tores, non ajourés, et entièrement sculptés de dents-de-scie en bas-relief. Afin de permettre la transition du plan quadrangulaire de la tour vers le plan octogonal de la flèche, des trompes ont été aménagées en haut des quatre angles de l'étage de beffroi. Conformément à l'usage, qui n'a pas été respecté à Boubiers et Tessancourt-sur-Aubette, la flèche est cantonnée de quatre pyramidons, qui sont ici de plan carré, et sinon décorés pareillement que la flèche. Ils sont en outre coiffés d'un fleuron. Eugène Lefèvre-Pontalis dit que les clochetons sont généralement établis sur plan triangulaire, ce qui est le cas à Béthisy-Saint-Martin, Chamant, Courcelles-sur-Viosne, Gadancourt, Nesles-la-Vallée, Reilly, Saint-Gervais, Saint-Vaast-de-Longmont. D'autres flèches semblables, dont Ennery, Gaillon-sur-Montcient, Jouy-le-Moûtier et Santeuil, sont toutefois entourées de clochetons coniques. Parmi ces flèches, Béthisy, Chamant, Courcelles-sur-Viosne, Gadancourt et Gaillon sont partiellement ajourées, et donc potentiellement moins anciennes. Parmi les flèches non ajourées, les fleurons au sommet des pyramidons ne se trouvent qu'à Hardricourt et Nesles-la-Vallée. Ce sont probablement les plus récentes du groupe, car cet ornement se rattache au style gothique. Il convient de classer dans un autre groupe les flèches munies de lucarnes et cernées par des lanternons, comme on peut en voir à Limay, Mogneville, Néry et Saint-Leu-d'Esserent, par exemple. Elles ne sont pas antérieures à la fin du XIIe siècle,.

## Mobilier
Parmi le mobilier de l'église, cinq éléments sont classés monument historique au titre objet. Ce sont trois tableaux peints à l'huile sur toile, des stalles et la cloche.
- Le tableau représentant la Nativité de Marie est signé Giuseppe Rey, peintre italien qui reçut sa formation à Rome et travailla à Turin, et daté de 1763. C'est probablement un modello. Son classement est intervenu en octobre 2007 seulement[12].
- Le tableau représentant le Mariage de la Vierge mesure 120 cm de largeur et 160 cm de hauteur, et a été attribué à Luca Giordano (1634-1705) par Denis Lavalle et Arnaud Brejon de Lavergnée. Ce maître de l'école napolitaine de peinture a laissé plusieurs tableaux du même sujet, dont quelques-uns sont rassemblés au musée d'histoire de l'art de Vienne et au musée du Louvre. Le classement de l'œuvre, qui se trouve en mauvais état, est intervenu en mars 1997[13].
- Le tableau représentant saint Bernard de Clairvaux mesure 107 cm de largeur et 58 cm de hauteur, et est attribué à François Verdier (vers 1651-1730) par Denis Lavalle. Il montre le saint vêtu de la coule blanche, agenouillé, les bras écartés, dans une attitude d'extase. L'objet de cette extase n'est pas visible. Sachant qu'au Moyen Âge, le nom de saint Bernard est indissolublement attaché au culte de la Vierge Marie, le tableau pourrait constituer le fragment d'une plus grande composition, telle que L'Apparition de la Vierge à saint Bernard. Le classement de l'œuvre, qui se trouve elle aussi en mauvais état, est intervenu en mars 1997 également[14].
- Les quatre stalles (deux stalles doubles) réparties entre l'abside et la chapelle latérale sud datent du XIVe siècle, et sont classées depuis janvier 1905[15].
- La cloche en bronze de 1638 mesure 89 cm de diamètre, et porte l'inscription suivante : « Mre NCOLAS LEGENDRE CVRE D'HARDRICOVR IE SVIS NOMMEE SVSANNE PAR DAME SVSANNE DE LANGERAS FEMME DE Mre CHARLE D'ESME CHEVALLIER SEIGNEVR DE LA CHESNAISE COer DU ROY EN SON CONCEIL D'ESTAT PREMIER VALET DE CHAMBRE DE SA MAIESTE ET GOVERNEVR DE LA VILLE ET FORT DE MEVLAN ET Mre LOVYS D'ESME COer ET AVMNIER DU ROY ET PRIEVR DE NOSTRE DAME DE VESOVEMONT +1638+ »[16],[17].